# إمبراطورية المغول
إمبراطورية المغول أو الإمبراطورية المغولية (بالمغولية: Монголын Эзэнт Гүрэн، نقحرة: مونگولين إيزنت گورن) أكبر إمبراطورية بكتلة قارية واحدة، وثاني أضخم إمبراطورية مساحة في التاريخ بعد الإمبراطورية البريطانية. وهي نتاج توحيد قبائل رحل مغولية وتركية في ما يسمى حالياً منغوليا، بدأت بتيموجين (جنكيز خان) الذي أعلن حاكما لها عام 1206 فكانت فاتحة للغزوات التي وصلت أقصى مدى لها في 1405 من حوض الدانوب حتى بحر اليابان، ومن فيليكي نوفغورود بالقرب من الحدود الروسية الفنلندية حتى كمبوديا حيث حكمت شعوب تعدادها التقريبي 100 مليون نسمة ومساحة من الأرض مقدارها 33,000,000 كـم2 (12,741,000 ميل2) أي 22% من مساحة اليابسة على الكرة الأرضية. ربطت الإمبراطورية العابرة للقارات الشرق بالغرب، والمحيط الهادئ بالبحر الأبيض المتوسط من خلال فرض الهيمنة المغولية، وانتشرت في معظم أنحاء العالم القديم، لذلك عرفت أيضا باسم الإمبراطورية المغولية العالمية. فانتشر في عهدها المطوّل العديد من التقنيات الجديدة والأيديولوجيات المختلفة، وسمح بنشر وتبادل التجارة عبر أنحاء أوراسيا.
وبعدها ظهرت بداية تمزق تلك الإمبراطورية في أعقاب الحرب على وراثة الحكم ما بين عاميّ 1260 و1264 ما بين القبيلة الذهبية وخانية جغتاي وهو بواقع الأمر بمنزلة استقلال ورفض الخضوع لقوبلاي خان كخاقان للمغول. ولكن بعد موت قوبلاي خان انقسمت الإمبراطورية إلى أربعة خانات أو إمبراطوريات، كل منها يهدف لتحقيق مصالحه واهتماماته الخاصة، لكن الإمبراطورية ككل بقيت متماسكة، متحدة وقوية. اتخذ خانات أسرة يوان الكبار، لقب أباطرة الصين، وقاموا بنقل عاصمتهم من قراقورم إلى خان بالق (بكين حاليّا). وعلى الرغم من أن معظم الخانات تقبلوا هؤلاء الحكّام الجدد وقدموا لهم الولاء وبعض الدعم بعد معاهدة السلام عام 1304، فإن الخانات الثلاثة الغربية تمتعت باستقلال تام تقريبا، واستمر كل منها بالازدهار والنمو وحده، كدولة ذات سيادة. وبنهاية القرن الرابع عشر كانت معظم خانات الإمبراطورية قد تحللت وانتهى أمرها، على الرغم من أن أسرة يوان الشمالية استمرت بحكم منغوليا حتى القرن السابع عشر.

## التسمية
يُطلق على هذه الإمبراطورية تسميتين باللغة المنغولية، وهي: مونگولين إيزنت گورن (بالمنغولية: Монголын эзэнт гүрэн)، وهي تعني حرفيّا «الدولة الإمبراطورية للمغول»، وإيخ منگول أولس (بالمنغولية: Их Монгол улс)، التي تعني حرفيّا «الإمبراطورية المغولية العظمى». تستخدم التسميتين بشكل متساو، وتترجم إلى اللغة العربية والإنكليزية تحت اسم «الإمبراطورية المغولية» أو «إمبراطورية المغول».

## التاريخ السياسي

### تسلسل الأحداث المهمة
- 1206 سيطر تيموجين على منغوليا ولقب باسم جنكيز خان.
- 1207 غزو الصين بدءا بدولة شيا الغربية التي شملت أراضي ضخمة من الشمال الغربي للصين وجزء من التبت وانتهت سنة 1210 عندما خضع ملك شيا الغربية لحكم جنكيز خان، وخلال تلك الفترة خضع الأويغور الترك طواعية للمغول مما سهل لهم الوصول إلى المناصب العليا بالإمبراطورية.
- 1211 عبر جنكيز خان بجيوشه صحراء غوبي لاحتلال مملكة جين الصينية الموجودة بشمال الصين.
- 1215 انتهاء العمليات العسكرية على مملكة جين بتدميرها وإلحاقها بالإمبراطورية.
- 1218 أخذ المغول زيتسو وحوض تاريم وكاشغر.
- 1218 السلطان محمد شاه خوارزم يقتل مبعوث جنكيز خان مما أدى إلى اندفاع المغول غربا.
- 1219 توغل المغول غربا وعبورهم نهر سيحون وبداية غزواتهم لبلاد ما وراء النهر.
- 1219-1221 وبينما كانت الحملة على شمال الصين مستعرة شن المغول حربا لاهوادة لها في أواسط آسيا حيث دمروا الدولة الخوارزمية. الملاحظة المهمة هنا أن الحملة انطلقت بعدة اتجاهات مرة واحدة والملاحظة الأخرى أن جنكيز خان جهز بنفسه وحدات خاصة للبحث عن السلطان محمد الذي هرب منهم وانتهى به المطاف مقتولا بجزيرة في بحر قزوين.
- 1223 ازدادت قوة المغول بعد نصرهم الحاسم بمعركة نهر كالكا على الروس السلاف وإبادتهم الجيش الروسي بالكامل بواسطة القائد سوبوتاي.
- 1227 موت الخان العظيم قائد المغول وعودة جميع القواد إلى مجلس الحكم قوريلتاي بالعاصمة المنغولية، هنا تكون الإمبراطورية قد وصلت إلى مساحة 26 مليون كم مربع تقريبا بمعنى أكبر بأربع مرات من الإمبراطورية الرومانية أو حتى إمبراطورية الإسكندر الأكبر بأوجهما.
- 1237 القائد المغولي باتو خان مؤسس القبيلة الذهبية وحفيد جنكيز خان يعود بجيوشه غربا لإخضاع الروس السلاف.
- 1240 نهبت كييف بالكامل، و في نفس الوقت أرسلت حملة عسكرية لغزو كوريا.
- 1241 سحق الجيوش الهنغارية والكرواتية بمعركة ساجو، والبولنديين مع فرسان الهيكل والفرسان التويتونيين والبروس بمعركة ليغنيتسا.
- 1241-1242 غزو بلغاريا وإجبارهم على دفع الجزية السنوية وإظهار الخضوع والتبعية للمغول.
- 1251 إعلان مونكو خانا عظيما للمغول.
- 1258 تدمير هولاكو لبغداد ونهبها.
- 1260 هزيمة المغول أمام المماليك بقيادة قطز في معركة عين جالوت.
- 1294 موت قوبلاي خان، وبموته تفككت الإمبراطورية إلى خانات.

### البداية

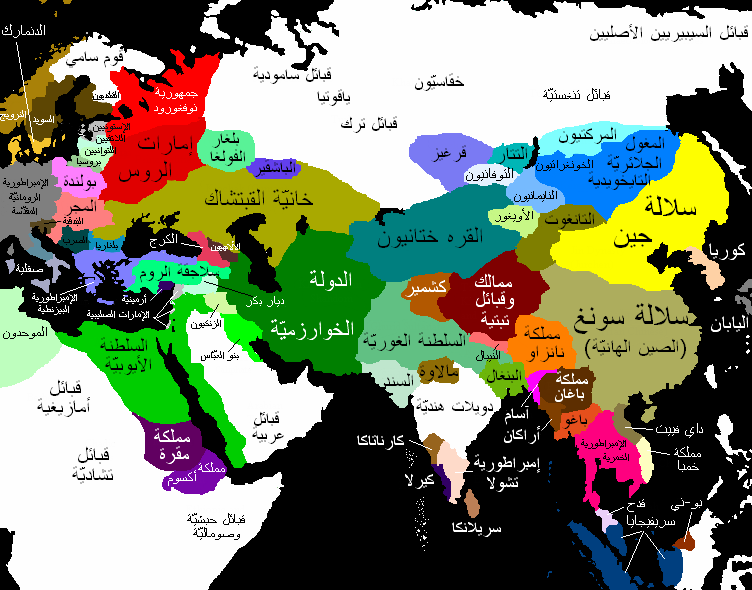
خارطة سياسية للعالم قبل غزوات جنكيز خان.

كانت أسرة «لياو» القياتيّة تحكم منغوليا، منشوريا، وأجزاء من شمال الصين، منذ القرن العاشر الميلادي، قبل بروز نجم «أسرة جين» التي أسسها الشعب الشوجيني. وفي عام 1125 أطاحت أسرة جين بأسرة لياو، وحاولت أن تسيطر على المقاطعات التي كانت الأخيرة تحكمها، إلا أن المغول، تحت قيادة «قابول خان»، الجد الأكبر لتيموجين (جنكيز خان)، استطاعوا أن يردوا الغزاة على أعقابهم ويمنعوهم من السيطرة على تلك الأراضي، وكان ذلك في أوائل القرن الثاني عشر. أدّت هذه الأحداث إلى بروز منافسة حادة بين المغول والتتار في نهاية المطاف، وكان ملوك أسرة جين الذهبيون يدعمون التتار ويشجعونهم، كي يضمنوا بقاء قبائل المغول الرحّل ضعيفة. وفي ذلك العهد، كان هناك خمسة خانات (قبائل) قوية تقطن الهضبة المنغوليّة، ومنها المغول والتتار.
تمكن تيموجين، ابن أحد الزعماء المغول والذي عانى من طفولة صعبة، تمكن ببراعة سياسية وقبضة عسكرية حديدية من توحيد قبائل «المنغول والتتار»  الرحل كانت بالسابق شديدة التنافس فيما بينها، وبمساعدة حليفه، الزعيم من القبيلة الكيراتيّة، وانغ خان، وصديق طفولته المقرّب، «جاموقا» من عشيرة جادران، تمكن من التغلب على قبائل الميرغيديون—الذين كانوا قد اختطفوا زوجته «بورته»—بالإضافة للنايميون والتتار. منع تيموجين جنوده من النهب والسلب والاغتصاب دون إذنه، وقام بتوزيع الغنائم الحربية على المحاربين وعائلاتهم بدلا من الأرستقراطيين، وبهذا حصل على لقب «خان»، بمعنى «السيد»—إلا أن أعمامه كانوا أيضا ورثة شرعيين للعرش، وقد أدى هذا الأمر إلى حصول عدد من النزاعات بين قوّاده ومساعديه، واستغل أعمامه هذا الأمر ليقنعوا «جاموقا» والكيراتيين بالتخلي عنه لصالح أرستقراطيين آخرين، حيث ادعوا أن تيموجين ليس سوى مغتصب للعرش. كان لمركز تيموجين القوي وسمعته المهيبة بين المغول وغيرهم من الرحّل، أثر كبير على نخبة الكيراتيين، حيث خشوا جميعهم توسعه المرتقب وسلطته المتنامية، ولهذا انقلب عليه جميع أعمامه وأبناؤهم، بالإضافة لغيرهم من رؤساء العشائر، وبالتالي تقلّص عدد قواته بشكل كبير وكاد أن يُهزم في حرب تلت هذه الفترة، لولا أن انضمت إليه بعض القبائل الأخرى الموالية له. قام المغول، في الفترة الممتدة بين عاميّ 1203 و1205، بتدمير كل القبائل العاصية المتبقية، وضمها تحت حكم تيموجين، الذي توّج في العام التالي، أي سنة 1206، «خان» الإمبراطورية المغولية، في «قوريلتاي» (جمعية عامة أو مجلس) ولقب نفسه ب: «جنكيز خان»، الذي يعني على الأرجح «الحاكم الكبير» أو «الحاكم العالمي» أو «الحاكم الذي لا يلين»، بدلا من الألقاب القبلية القديمة مثل «غور خان» أو «تايانغ خان». يُعد المؤرخين هذا الحادث بداية عهد الإمبراطورية المغولية تحت حكم جنكيز خان.

صورة جنكيز خان في متحف القصر الوطني في تايبيه، تايوان.

قام جنكيز خان بتعيين أصدقائه المقربين قادة في جيشه وحرسه الشخصي والمنزلي، كما قام بتقسيم قواته وفق الترتيب العشري، إلى وحدات تتألف من فرق، تحوي كل فرقة منها عدد محدد من الأشخاص، فكانت وحدة الأربان تتألف من فرق تحوي 10 أشخاص في كل منها، وحدة الياغون تتألف كل فرقة منها من 100 شخص، وحدة المنغان من 1000 شخص، ووحدة التومين من 10,000 شخص، كما تمّ تأسيس فرقة الحرس الإمبراطوري وتقسيمها إلى قسمين: الحرس النهاريون والحرس الليليون. وكان جنكيز خان يُكافئ أولئك الذين يظهرون له الإخلاص والولاء ويضعهم في مراكز عليا، وكان معظم هؤلاء يأتون من عشائر صغيرة قليلة الأهمية والمقدار أمام العشائر الأخرى.
يُعرف أن الوحدات العسكرية الخاصة بأفراد عائلة جنكيز خان كانت قليلة بالنسبة للوحدات التي سلّمها لرفاقه المقربين. أعلن الأخير في وقت لاحق قانونا جديدا للإمبراطورية هو «الياسا» أو «إيخ زاساغ»، ودوّن فيه كل ما يرتبط بالحياة اليومية والعلاقات السياسية للرحّل في ذلك الوقت، ومثال ذلك: منع صيد الحيوانات في موسم تزاوجها، بيع النساء، سرقة ممتلكات الغير، بالإضافة للقتال بين المغول، وقام جنكيز خان بتعيين أخاه المتبنى «شيغي خوتهوغ» بمنصب قاضي القضاة، وأمره بالاحتفاظ بسجل عن الدعاوى المرفوعة والمشاكل التي تقع. وبالإضافة للأمور الأسرية، الغذائية، والعسكرية، أطلق جنكيز خان حرية المعتقد ودعم التجارة الداخلية والخارجية، وكان يعفي الفقراء ورجال الدين من الضرائب المفروضة عليهم وعلى ممتلكاتهم. ولهذه الأسباب، انضم الكثير من المسلمين، البوذيين، والمسيحيين، من منشوريا، شمال الصين، الهند، وبلاد فارس، طوعا إلى إمبراطورية جنكيز خان، قبل أن يشرع بفتوحاته الخارجية بوقت طويل. اعتنق هذا الخان الأبجدية الأويغورية، التي شكلت فيما بعد أساس الأبجدية المنغولية[ ؟ ]، وأمر المعلّم الأويغوري «تاتاتوانغا»، الذي كان يعمل في خدمة خان النايميين، بتعليم أبنائه.

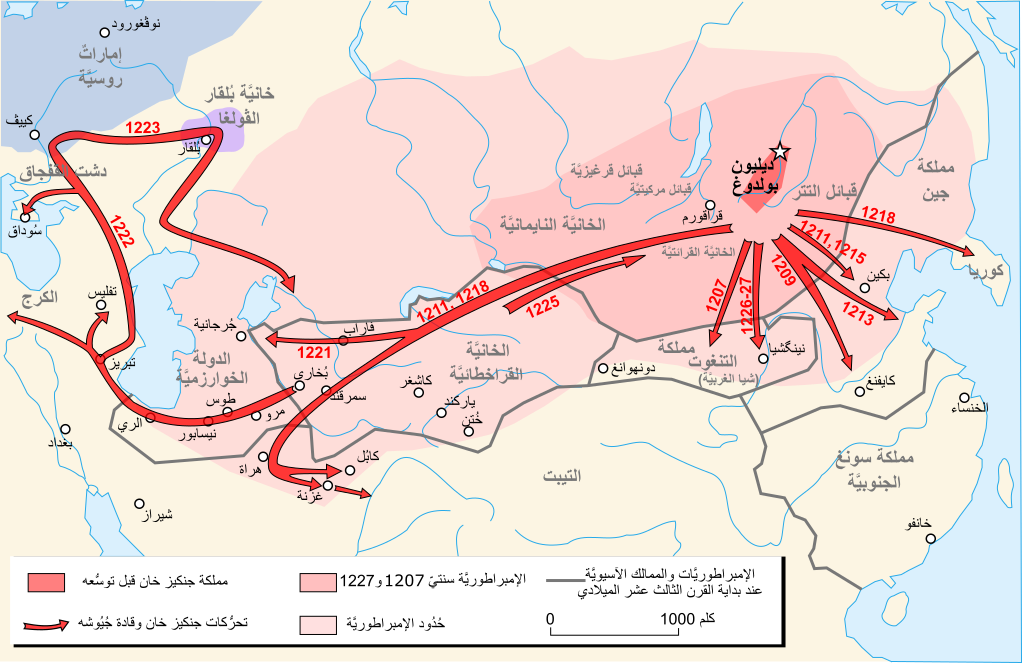
الحملات العسكرية خلال حكم جنكيز خان.

سرعان ما وقع جنكيز خان، بعد بروز إمبراطوريته كقوى عظمى، في نزاع مع أسرة جين الشوجينية، وأسرة زيا الغربية التغوتيّة، حكّام شمال الصين، فقام بغزو ممالك الصين الشمالية هذه بسرعة وضمها إليه، ثم حصلت بعض الاستفزازات فيما بينه وبين الدولة الخوارزمية القوية، على الحدود الغربية، لإمبراطوريته، مما حدا بالخان للاتجاه غربا صوب آسيا الوسطى حيث احتل خوارزم ودمرها واحتل بلاد ما وراء النهر وفارس[ ؟ ]، بعد ذلك هاجم كييف الروسية والقوقاز وضمهم إلى ملكه. قبل مماته وزع تركته الإمبراطورية بين أبنائه وحسب الأعراف يبقى الحكم للأسرة المالكة والتي هي من سلالته فقط.

### ذروة ازدهار الإمبراطورية

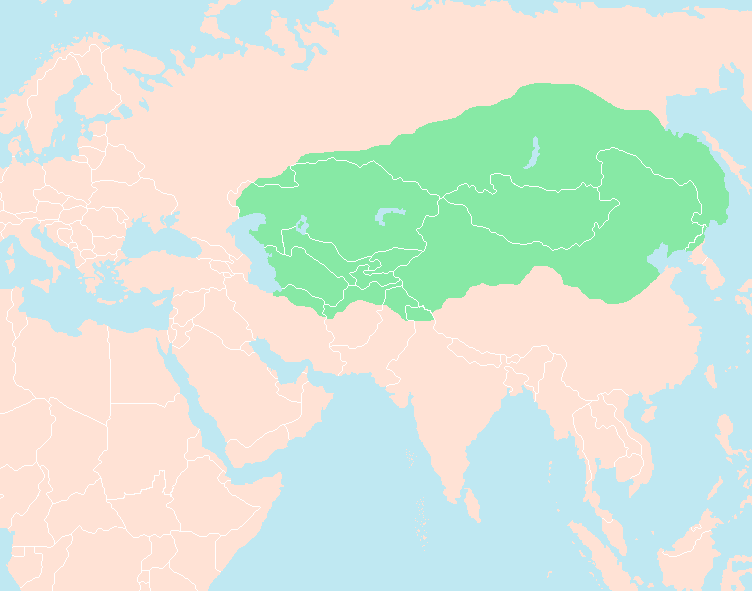
الإمبراطورية عند موت جنكيز خان.

عند وفاة جنكيز خان عام 1227 كانت الإمبراطورية المغولية تمتد من المحيط الهادئ حتى بحر قزوين، أي أنها كانت تبلغ في حجمها ضعفي حجم الإمبراطورية الرومانية ودول الخلافة الإسلامية. ثم توسعت لأكثر من هذا في العهود التي تلت، تحت حكم من أتى من ذريّة الأخير.

#### الفتوحات الكبرى في عهد أوقطاي خان
بعد موت جنكيز خان استلم أوقطاي خان، الابن الثالث للخان الراحل، الحكم عام 1229، وفقا لرغبة والده، وبعد أن أشرف أخاه الأصغر، تولي خان، على أمور الإمبراطورية لسنتين، فاعتبر الحاكم الثاني للإمبراطورية. أرسل أوقطاي، بمجرد اعتلائه العرش، جنوده إلى السهوب التي تحكمها قبائل القبجاق، ليُخضع شعوب الباشقير والبلغار، وسرعان ما اتجه الجيش إلى تلك البلاد واخضعها بعد أن تحالف الباشقير معهم. أما في الشرق، فكان الجيش المغولي قد أعاد نفوذ الإمبراطورية إلى جميع أنحاء منشوريا، فسحق سلالة شيا الشرقية، والتتار البحريون.
قام الخان الكبير بقيادة جيشه في حملة على أسرة جين، بعد أن أعاد الشوجينيون بناء أنفسهم وهزموا وحدة عسكرية مغوليّة، وقام الجنرال «سوبوتاي» باحتلال مدينة «كايفنغ» عاصمة الإمبراطور «وانيان شوسو»، بعد أن كان الأخير قد أمر بقتل المبعوث المغولي عام 1232، وبمساعدة أسرة «سونغ» تمكن المغول من القضاء نهائيا على سلالة جين عام 1234. لكن هذا التحالف الذي جاء متأخرا لم يفرض السلام بين الحليفين، حيث قام الجنود السونغيون باسترجاع المناطق التي كانت تحت حكمهم وخسروها لصالح الأسرة الزائلة، وقتلوا مناظرا مغوليّا أثناء ذلك. وفي هذه الفترة، كان الجنرال شورمقان، المُرسل من قبل أوقطاي، قد قضى على جلال الدين منكبرتي، أخر شاه للدولة الخوارزمية، والذي كان قد هزم القوات المغولية بالقرب من أصفهان عام 1229، وتقدم فاتحا أذربيجان، جورجيا، وأرمينيا. أما الممالك الصغيرة في جنوب بلاد فارس، فقد تقبلت سلطان المغول عليها. كانت محاولة أوقطاي خان ضم شبه الجزيرة الكورية إلى الإمبراطورية أقل نجاحا بكثير من حملته السابقة، على الرغم من انتصار جيشه على الكوريين، حيث أن ملك سلالة غوريو استسلم ولكنه عاد وانتفض، وقتل المشرفون المغول والكوريون الموالون لهم.

باتو خان ينهب سوزدال في فبراير من عام 1238، لوحة مصغرة عن الرسمة الأصلية من القرن السادس عشر.

قام أوقطاي، بعد أن أنهى بناء عاصمته الجديدة، قراقورم، بتأسيس إدارات مغولية يرأسها مسلمون وقيتايون، في شمال الصين، تركستان، وبلاد ما وراء النهر، وكان ذلك ما بين عاميّ 1235 و1238، كما أنشأ عدد من مراكز إعادة التموين وشقّ الطرقات، وأنعم على الشعوب التي غزاها بالهدوء والاستقرار حيث قمع السرقة والقرصنة وكل ما من شأنه أن يخل بالأمن. في هذا العهد، اشترك كل من «شيخيخوتغ»، أخ جنكيز خان اللاشقيق، و«يلو شوكاي»، أحد الحكام القياتيين، اشتركا في حكم إدارتهما، تحت سلطة أوقطاي خان التي كان الجميع، من أقارب حكّام وجنرالات، يحترموها ويهابوها. استمر أوقطاي بتقديم خيراته وإظهار كرمه للشعب، حتى بعد وفاة شقيقه تولي، عندما أصبح يُعاقر الخمر بكثرة، حيث خصص ذبح خروف واحد من بين كل مئة وأمر بتوزيعها على الفقراء.
قرر أوقطاي خان، في جلسة بالقوريلتاي، عام 1234، أن يغزو الأراضي التابعة لسلالة سونغ، القبشاك وحلفائهم الغربيون، والكوريون، وكل هؤلاء كانوا قد قتلوا مبعوثين مغول. فأرسل 3 جيوش يقودها أبناؤه «كوشو» و«قوتن»، والجنرال التانغوتي «شاغان» لغزو جنوب الصين، فاحتلت الجيوش المغولية شيانغيانغ، يانغتسي، وسيشوان، إلا أنهم لم يستطيعوا توجيه الضربة القاضية لأعدائهم، فقد استطاع الجنرالات الصينيون أن يسترجعوا شيانغيانغ عام 1239، كما توفي «كوشو» بشكل مفاجئ مما جعل الجيش المغولي مشلولا في جنوب الصين. قام الأمير «قوتن» بغزو التبت بعد تراجع القوات في الصين.

في تلك الفترة، كان الجيش المغولي، بقيادة باتو خان ومستشاره «سوبوتاي»، قد اجتاح دول البلغار، الآلانيون، القبشاك، الباشقير، المورديفيون، والشوفاشيون، بالإضافة لبلدان شعوب أخرى تقطن جنوب السهوب الروسية. واجه هذا الجيش إمارة ريازان الروسية لأول مرة عام 1237، واستطاع، بعد حصار دام لثلاثة أيام وقصف عنيف، أن يدخل المدينة، حيث قاموا بذبح كل سكانها. وفي عام 1238 استطاع المغول تدمير جيش إمارة فلاديمير الكبرى في معركة نهر السيت، واستولوا على «مغاس»، عاصمة الآلانيون. وبحلول عام 1240 كانت جميع أراضي الروس السلاف، بما فيها كييف، قد سقطت بأيدي الغزاة الآسيويين ماعدا بضعة مدن شمالية، وقام المغول في فارس، تحت قيادة «شورمقان»، بوصل المناطق التي غزوها بمناطق باتو خان و«سوبوتاي»، وبهذا كانوا قد أجبروا النبلاء الجورجيون والأرمن على الاستسلام. كان مندوب البابا إلى خان المغول قد كتب في مذكراته عندما مر على كييف خلال شهر فبراير من عام 1246: 
ساءت العلاقة بين جويوك، ابن أوقطاي الأكبر، بوري، حفيد خاغطاي، وباتو خان، خلال وليمة النصر التي أقاموها في جنوب روسيا بعد فتحهم لكل هذه المناطق، لكن كل من جويوك وبوري لم يستطيعا فعل شيء للاضرار بمركز باتو، طالما أن عمه، أي أوقطاي، ما زال حيّا. وفي هذا الوقت كان الأخير قد قام بغزو أوخ شريف، لاهور، وملتان، في سلطنة دلهي، وجعل مناظرا مغوليّا متمركزا في كشمير، كما قبل الجزية المعروضة عليه من مجلس ولاية غوريو، وقوّى مركزه مع الكوريين بالأساليب الدبلوماسية والقوة العسكرية. نقل مجلس غوريو عاصمته، في نهاية المطاف، إلى جزيرة خانغوان قبالة سواحل كوريا الجنوبية الحالية.
بعد غزو روسيا، تقدم المغول في فتوحاتهم لقلب أوروبا، فسقطت في أيديهم كل من بولندة، المجر، وترانسلفانيا. وعندما قام الجناح الغربي من الجيش المغولي بنهب المدن البولندية، تشكل حلف أوروبي يتألف من البولنديون، المورافيون، فرسان القديس يوحنا، الفرسان التيوتويين، وفرسان الهيكل، ليوقف الزحف المغولي عند مدينة ليغنيتسا بألمانيا. إلا أن المغول تمكنوا من الانتصار على أعدائهم، حيث هزموا المجريون وحلفائهم الكرواتيون وفرسان الهيكل بالقرب من قرية «موهي»، بتاريخ 11 أبريل 1241، وبعد هذا الانتصار تقدم المغول لمواجهة جيوش بوهيميا، صربيا، بابنبورغ النمساوية، والإمبراطورية الرومانية المقدسة. وعندما وصلت قوات باتو لبوابة فينا وشمال ألبانيا، وصلته أنباء وفاة أوقطاي خان في ديسمبر 1241، وكما جرت العادة، كان على جميع الأمراء الخانات أن يحضروا جلسة القوريلتاي لانتخاب خليفة للخان المتوفى. انسحب الجيش المغولي الغربي من أوروبا الوسطى في السنة اللاحقة، فنجت أوروبا الغربية من هؤلاء الفاتحين.

#### الصراع على السلطة

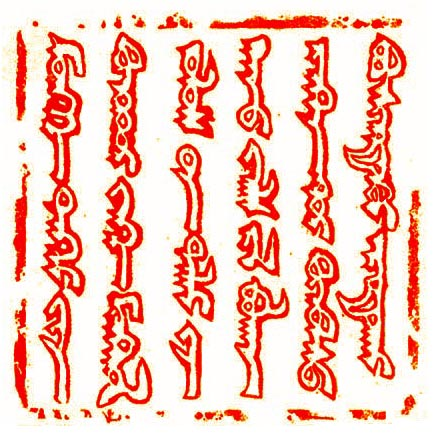
ختم من رسالة جويوك خان إلى إنوسنت الرابع، 1246.

بعد موت أوقطاي خان أخذت التصدعات الخطيرة تطفو إلى السطح، واستمرت على هذا المنوال لمدة خمس سنوات، فقد تسلمت أرملة أوقطاي، توراكينا خاتون، الحكم، وأساءت معاملة المسؤولين القياتيين والمسلمين الذين كان زوجها قد قام بتعينهم، وأعطت مراكزهم لحلفائها، وقامت ببناء القصور والكاتدرائيات وغيرها من المنشآت الدينية والتعليمية في جميع أنحاء الإمبراطورية. استطاعت توراكينا أن تحصل على دعم معظم الأرستقراطيين المغول لتأمين وصول جويوك، ابن أوقطاي، إلى سدة الحكم، إلا أن باتو اعتذر عن المجيء إلى القوريلتاي ليدلي بصوته، زاعما أنه مريض، وأن مناخ منغوليا سيؤثر سلبا على صحته، فاستمر الفراع الإمبراطوري لأكثر من 4 سنوات. يرى المؤرخون أن هذا الفراغ الرئاسي المفاجئ كان سبب الأحداث اللاحقة التي أدت في نهاية المطاف لانحلال الوحدة المغولية. في هذا الوقت، كانت الجيوش المغولية بقيادة الجنرال «بايجو» قد هزمت قوات السلاجقة في الأناضول، وخربت عددا من المناطق التابعة لأسرة سونغ، بالإضافة لأراض في سوريا، كوريا، العراق، والهند. وكان «تيموجي»، الشقيق الأصغر لجنكيز خان، قد هدد توراكينا خاتون بالاستيلاء على العرش، وعندما وصل الخبر إلى جويوك، عاد مسرعا إلى بلاده ليضمن اعتلائه العرش دون غيره، وفي هذا الوقت كان باتو، حاكم القبيلة الذهبية، قد وافق على إرسال إخوته وقواده إلى القوريلتاي، فتمكنت توراكينا خاتون من جمع أعضاء هذا المجلس أخيرا في عام 1246. كانت حملات جويوك في منشوريا وأوروبا قد أعطته المنزلة والسمة الضرورية لاعتباره خاقانا، على الرغم من أنه في الوقت الذي كان سيتم انتخابه به، كان مريضا ومدمنا على الخمر، وقد حضر انتخابه عدد من كبار الشخصيات الأجنبية والمغولية على حد سواء، فبالإضافة للنبلاء المغول وغير المغول، وصل عدد من الديبلوماسيين والقواد الخاضعين لسلطانه من جورجيا، كوريا، الصين، روسيا، تركستان، أذربيجان، تركيا، سوريا، إيران، روما، وبغداد. بعد انتهاء حفلة التتويج، أمر جويوك بالحد من اضطهاد واستغلال النبلاء، وأظهر أنه سيستمر سائرا على نهج أبيه، فعاقب عشراء والدته عقابا شديدا بتهمة التحريض والفساد، ماعدا الحاكم آرغون الأكبر، وجعل أورغا ومونكو خان يحققون بأمر أخ جده «تيموجي» بشكل سرّي، قبل أن يأمر بإعدامه، كما أمر بعزل «قرا هوليغو»، خانقان خان شقتاي، وتعيين أقرب أبناء عمومته إليه، «يسو مونكو» مكانه، ليعينه على القيام بأعباء الحكم. توفيت «ألتالاون»، ابنة جنكيز خان، بطريقة غامضة خلال سنوات حكم جويوك، كما كان هناك قدر من عدم الارتياح بين أفراد القبيلة الذهبية، إلا أن باتو خان، كان على الرغم من ذلك يحترم سلطة جويوك، ولم يقدم على عقد أي علاقة مع دولة أجنبية قبل أن يستشير الأخير ويحصل على إذنه. قام جويوك بتعين دايفيد أولو، الابن غير الشرعي لملك جورجيا «جورجي لاشا»، ملكا على عرش المملكة الجورجية، وقسّم سلطنة الروم[ ؟ ] بين عز الدين كيكاوس بن كيخسرو وركن الدين قلج أرسلان بن كيخسرو، على الرغم من أن الأول عارض هذا التدبير.

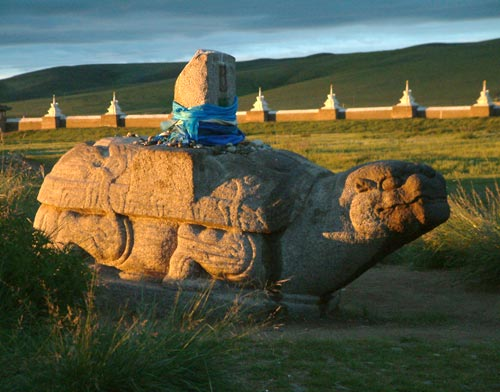
منحوتة حجرية لسلحفاة في قراقورم.

أغضب الحشاشون، حلفاء المغول السابقون الذين خضع زعيمهم حسن جلال الدين إلى جنكيز خان عام 1221، أغضبوا جويوك عبر قتلهم للجنرالات المغول في بلاد فارس وتجاهلهم لمطالبه بالخضوع لسلطانه بالكامل. فقام الخان بتعين صديق أبيه المقرّب، «إلجيغداي»، قائدا رئيسيّا للجيش في بلاد فارس، وذلك كي يقلل من معاقل الحشاشين والعباسيين في قلب العالم الإسلامي، أي إيران والعراق. أعاد جويوك خان المسؤولين الذين كان والده قد عينهم في مناصبهم ثم قامت والدته بإقالتهم، وأحاط نفسه بالمسؤولين الأويغور، النيمانيين، والقادمين من آسيا الوسطى، وأظهر تفضيله للقواد الهان الصينيون الذين ساعدوا والده على فتح شمال الصين. أمر الخان الكبير بإجراء إحصاء رسمي للسكان في جميع أنحاء الإمبراطورية، في الفترة التي كانت جيوشه فيها تجتاح كوريا، أراضي الصين التابعة لأسرة سونغ، والعراق.
اتجه جويوك خان من قراقورم غربا عام 1248، وتقول بعض المصادر أنه كان ذاهبا ليُعالج نفسه من مرضه في إحدى منشآته الخاصة، بينما تقول إحدى النظريات أنه كان ذاهبا لينضم إلى «إلجيغداي» ليقوم بهجوم واسع النطاق على الشرق الأوسط، أو لمحاربة ابن عمه باتو خان الذي تمرد عليه ورفض شرعيته، فقامت أرملة «تولي» عم باتو، بالاتصال بالأخير سرّا واخبرته بقدوم جويوك على رأس جيش كبير. وكان باتو نفسه متجها نحو الشرق لزيارة بلده الأم، وفي ذهنه مخططات أخرى، لكن قبل أن يلتقي الغريمان، وافت المنية جويوك في شرق تركستان، بعد أن أنهكه مرضه والسفر الشاق الطويل، ولم يكن قد مضى على توليه العرش سوى سنتين. يفترض البعض أن جويوك خان مات مسموما، لكن هذا الأمر غير مؤكد، وفي جميع الأحول فقد أدّت وفاة الخان إلى إجهاض عملية الإحصاء الرسمي لجميع سكان الإمبراطورية، غير أن بعض الإحصاءات المحليّة حصلت، مثل تلك التي جرت في تركيا وروسيا.
بعد وفاة جويوك خان، عادت الوصاية على العرش مرة أخرى والمشاكل لمدة ثلاث سنوات، فقد حاولت «أوغول غايميش»، أرملة جويوك، أن تحكم الإمبراطورية بنفسها، ولكنها افتقدت للحنكة والخبرة السياسية التي تمتعت بها حماتها، كما كان أولادها «خوجا» و«ناكو» وغيرهم من الأمراء يرفضون الخضوع لها. سمح باتو خان لزوجة ابن عمه هذه أن تكون وصية على العرش، وطلب من الأمراء الجامحين أن يستمعوا لها، لكنها بقيت متكبرة على الرغم من ذلك، حيث طلبت إرسال مبعوثين من ملك فرنسا، لويس التاسع، الذي كان يرغب بتشكيل حلف معها لقتال المسلمين العرب، بالإضافة لخضوعه التام وجزية سنوية.
طلب باتو خان عقد جلسة للقوريلتاي على أرضه عام 1250، لكن بعض الأسر المغولية رفضت حضور الجلسة باعتبار أنها عقدت بعيدا عن قلب الوطن الأم للمغول. عرض القوريلتاي عرش الإمبراطورية على باتو، ولكنه رفضه قائلا أنه غير مهتم بتسمية نفسه الخان الكبير الجديد، وعوضا عن ذلك قام بترشيح مونكو خان ابن تولوي ابن جنكيز خان وأخ هولاكو، الذي كان قد قاد جيشا مغوليا إلى روسيا، شمال القوقاز، والمجر، وقد أيدت العصبة الموالية لتولوي هذا الاختيار. قال البعض بعدم شرعية هذا القوريلتاي لانعقاده بعدد قليل من الحضور ولبعده عن أرض الوطن، فأرسل باتو مونكو تحت حماية شقيقيه بركة وتختمور، وابنه سرتاق، ليدعوا إلى اجتماع لقوريلتاي رسمي في قلب منغوليا. دعا مناصرو مونكو «أوغول غايميش» وعدد من الأمراء من سلالة أوقطاي خان لحضور الجلسة، لكنهم كانوا يرفضون في كل مرة، قائلين أن شخصا من سلالة أوقطاي يجب أن يكون خانا، وفي رد على هذا، اتهمهم باتو بقتل عمته «ألتالاون» والوقوف في وجه المرشح للعرش الذي اختاره أوقطاي.

#### الإصلاح التولوي
تم عقد جلسة ثانية للقوريلتاي بتاريخ 1 يوليو 1251، في الوطن الأم كما طالب المعترضون، وفيها صوّت جمهور الحاضرين لمونكو خان كي يكون الخان الأكبر الجديد للإمبراطورية المغولية، واعترف بعض المعترضين السابقين، مثل ابن عمه قادان خان والخان المخلوع «قرا هوليغو»، بهذا الأمر. وفي هذه الفترة، كان «شيرمون»، حفيد أوقطاي، الذي كان وريثا شرعيّا محتملا للعرش، لكن توراكينا خاتون تجاهلت مسألة ترشيحه، كان يزحف مع أقاربه نحو قصر الإمبراطور وفي ذهنه نية الهجوم السري عليه، لكن صقّار مونكو كان قد شعر بهذه التحركات وأخبر سيده بهذه القصة. أمر الخان بإجراء تحقيق حول هذه الحادثة، فقام به أحد خدّام والده العسكريين المخلصين، وبنهاية التّحقيق ظهر أنّ أقرباءَه مذنبون، فاتُّهِموا بمحاولة اغتيال الخان، لكن الأخير رغب بالعفو عنهم في بداية الأمر، كما جاء في قانون الياسا، لكن المسؤولين عارضوا هذا الأمر فاضطر إلى إنزال العقاب بأقاربه الواحد تلو الآخر. جرت المحاكمة على جميع أراضي الإمبراطورية من منغوليا والصين في الشرق، إلى أفغانستان والعراق في الغرب، وتراوح عدد الذين قتلوا بعد انتهائها ما بين 77 و 300 شخص، وكان من بينهم الكثير من الضباط والمسؤولين المغول، بما فيهم حاكم الأويغور، أوغول غايميش، إلجيغداي، يسو مونكو، بوري، وشيرمون، أما الأمراء من سلالة جنكيز خان المباشرة، فقد نفاهم إلى خارج البلاد، كما أزال نفوذ أسرة أوقطاي خان وخاقاطاي الإقطاعية، وصادر أراضيهم، وتقاسم الجزء الغربي من إمبراطوريته مع حليفه باتو خان. أصدر مونكو خان، بعد هذا التطهير الدموي، عفوا عامًا عن المساجين والأسرى، ومنذ ذلك العهد انتقل الحق الشرعي في العرش الإمبراطوري إلى الأسرة التولوية.

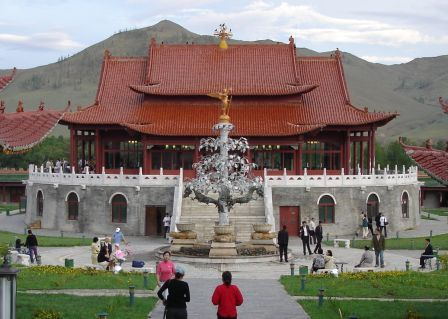
نافورة المياه الفضية ذات شكل الشجرة في قراقورم.

كان مونكو خان رجلا جديّا اتبع القوانين التي شرّعها أجداده، وتفادى شرب الخمر، كما قام بتزيين عاصمته قراقورم بمنشآت هندسية صينية، أوروبية، وفارسية. ومن هذه المنشآت نافورة مياه فضية على شكل شجرة يقع على رأسها تمثال لملاك ظافر، قام بإنشائها صائغ فارسي، بالإضافة لعدد من الأديرة البوذية، المساجد، والكنائس.
كان مونكو خان يعتمد بشكل كبير على الإداريين المسلمين والمغول، على الرغم من امتلاكه لوحدات صينية قوية، وفي عهده قام البلاط بتقليص النفقات الحكومية، ومنع النبلاء والجنود من استغلال المدنيين وإصدار المراسيم دون الحصول على إذن مسبق بهذا. قام مونكو بالتخفيف من عبء نظام مساهمة الناس بتحمل مصاريف الدولة، فجعل المبالغ المفروضة وفق هذا النظام ضريبة رأسمال ثابتة وخصص أمر جمعها للعملاء الإمبراطوريين الذين يعيدون توزيعها على المحتاجين. وقد حاول البلاط أيضا تخفيف العبء الضريبي على العامّة عن طريق خفض معدلات الضريبة، وقد ساعدت هذه الإصلاحات على التنبؤ بمقدار النفقات الحكومية بشكل أكثر دقة. بالإضافة إلى إصلاح النظام الضريبي، قام هذا الخان بتعزيز عدد الحراس المتمركزين عند مراكز التبديلات البريدية، وجعل المسائل المتعلقة بالشؤون النقدية من المسائل المركزية. وفي خطوة أخرى اتخذها لتوطيد حكمه، قام بتعيين شقيقيه هولاكو وقوبلاي ليحكما بلاد فارس والصين. أمر مونكو بإجراء إحصاء رسمي لجميع سكان الإمبراطورية عام 1252، لكنه لم ينته حتى عام 1258 عندما تم إحصاء سكان نوفغورود.
أوفد الخان الكبير جيوشه تحت قيادة قوبلاي إلى مقاطعة يونان، وتحت قيادة عمه ليكو إلى كوريا، وذلك كي يحاصر سلالة سونغ من الجهات الثلاثة. طالب ليكو البلاط الكوري بالخضوع السلمي، لكن ملك الغوريو، «غونجونغ» رفض هذا الأمر، وكان ذلك في عام 1252. فقامت قوة عسكرية أخرى باجتياح كوريا وتخريبها، حيث عملت مع عدد من الضباط الكوريين الذين انضموا إليهم ما بين عاميّ 1254 و1258، وبنهاية المطاف قام الملك الكوري، الذي كان قد قدم الجزية وبعض الأسرى غير الملكيين قبل ذلك، بإرسال أمير من الأسرة الملكية كرهينة، بعد أن أطاح انقلاب بفصيلة تشاو العسكرية.
وفي الوقت الذي احتل فيه قوبلاي خان مملكة دالي عام 1253، كان الجنرال «قوريداي» قد بسط نفوذه على التبت، وقام بإخضاع جميع الأديرة للحكم المغولي، كما كان أوريانخاداي، ابن الجنرال «سوبوتاي»، قد أخضع السكان في مقاطعة يونان وهزم أسرة تران في شمال فيتنام، لفترة قصيرة على الأقل، في عام 1258.

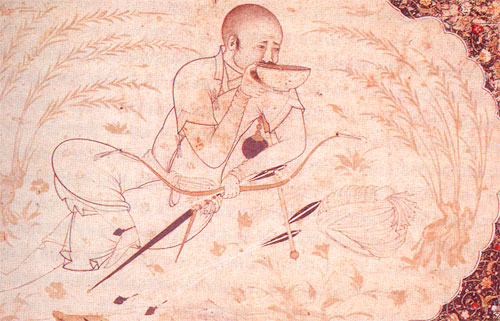
رسم فارسي من القرون الوسطى لهولاكو حفيد جنكيز خان ومؤسس الإلخانات.

كان المغول لم يقوموا بأي حملة عسكرية واسعة النطاق منذ غزواتهم الأوروبية، أي من عام 1236 حتى 1241. وبعد استقرار الوضع المالي للإمبراطورية، وافق قادتهم خلال جلسات قوريلتاية عقدت في قراقورم، على غزو الشرق الأوسط وجنوب الصين، وكان ذلك في عاميّ 1253 و1258. وضع مونكو خان شقيقه هولاكو قائدا عامًا للجيش ومسؤولا عن الشؤون المدنية في بلاد فارس، وفي تلك الفترة كان المسلمون في قزوين في نزاع مع النزاريين الإسماعليين، الذين كانوا قد أغضبوا مونكو قبل ذلك عند إرسالهم قتلة مأجورين للتخلص منه، فاتخذ ذلك حجة للهجوم على فارس. بدأ القائد النايماني كتبغا بمهاجمة عدد من حصون الإسماعيليين عام 1253، قبل أن يقوم هولاكو بالزحف عليهم عنوة سنة 1256، وبعد عام واحد استسلم الإمام ركن الدين إلى الغزاة، فأعدموه. وفي نفس العام سقطت جميع الحصون الإسماعيلية في بلاد فارس وتم تدميرها، عدا حصن واحد بقي صامدا لعام 1271.

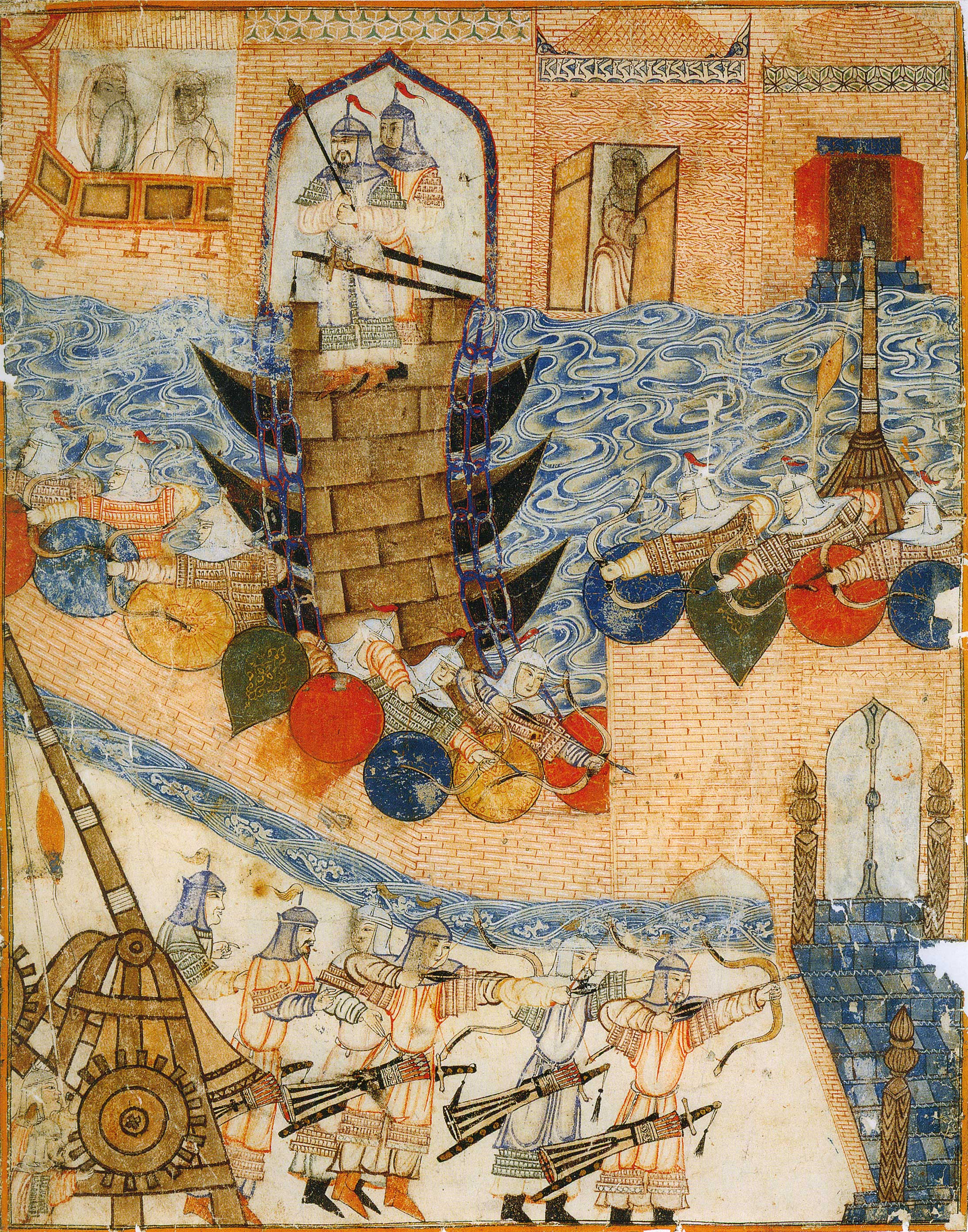
المغول يقتحمون بغداد عام 1258.

قام الجيش المغولي، الذي كان قوامه نصف مليون جندي، بنهب بغداد وتدميرها عام 1258 بعد أن رفض الخليفة، المستعصم بالله، أن يخضع لهم، وبهذا كانوا قد قضوا على الخلافة العباسية، وأصبحت الطريق مفتوحة أمام هولاكو نحو سوريا. استمر المغول بحملتهم، التي تعرف تاريخيّا باسم «الحملة الصليبية الصفراء» أو الآسيوية، على سوريا الأيوبية محتلين المدينة تلو المدينة، ورفض السلطان الناصر صلاح الدين يوسف أن يظهر أمام هولاكو، على الرغم من أنه كان قد قبل سيادة المغول قبل عقدين من الزمن. وعندما تقدم هولاكو نحو الغرب أكثر، انضم إلى جيشه أرمن من قيليقية، سلاجقة من الروم[ ؟ ]، وصليبيون من أنطاكية[ ؟ ] وطرابلس، وعلى الرغم من أن بعض المدن استسلمت دون قتال، فإن البعض الآخر مثل ميافارقين، قاومت لفترة محددة، وكان المغول يقومون بذبح سكان هذه المدن ونهبها بعد احتلالها. وحدها القدس والممالك الصليبية في بلاد الشام بقيت خارج الحكم المغولي. وفي تلك الفترة كان بركة خان، شقيق باتو الأصغر وخليفته، قد أرسل حملات تأديبية على أوكرانيا، بيلاروسيا، ليتوانيا، وبولندة، وكان يشك بأن حملة هولاكو على آسيا الغربية ستؤدي لزوال سيطرته في تلك البلاد.
قام مونكو خان بقيادة جيشه بنفسه لإكمال غزو الصين، إلا أن أقاربه أقنعوه بأن لا يقوم بهذا شخصيّا في تلك البلاد؛ لكنه في نهاية المطاف عاد وقرر أن يفعل ذلك، لأن هذا يشكل أولوية بالنسبة لإمبراطوريته كما كان يعتقد. كانت الحملات العسكرية المغولية طويلة الأمد، على الرغم من نجاحها أغلب الأحيان، وفي تلك الحملة كان الطقس حارا جدا، مما جعل المغول يعانون من أوبئة خطيرة، ولكن مونكو آثر البقاء عوضا عن الانسحاب شمالا كما فعل قواده قبل ذلك. توفي مونكو خلال هذه الحملة بتاريخ 11 أغسطس 1259 لأسباب غير متفق عليها حتى اليوم، وقد أدى هذا الحادث إلى بداية عهد جديد في تاريخ المغول، وأرغم معظم جيوشهم على الانسحاب من مواقعها.

### التفكك

#### الحرب الأهلية
بعد سقوط حلب، تلقى هولاكو نبأ وفاة أخيه، فانسحب بمعظم قواته إلى سهل مغان بفارس[ ؟ ]، تاركا كتبغا في الشام مع وحدة عسكرية صغيرة، وكان ذلك عام 1260. خلال تلك الفترة قضى المماليك على القوة المغولية الموجودة بفلسطين وسحقوها بالكامل في موقعة عين جالوت بقيادة سيف الدين قطز، كما قبضوا على قائدها كتبغا وقطعوا رأسه عام1261، وقد وضعت هذه المعركة حدّا لانتشار المغول ناحية الغرب. وكان قوبلاي قد سمع بموت أخيه أيضًا، لكنه استمر بحملته على الرغم من ذلك، على مقاطعة ووشانغ بالقرب من نهر اليانغتسي، وفي هذه الأثناء كان الشقيق الآخر لمونكو خان، «عريق بوكه»، قد استغل منصبه في منغوليا ليضمن حصوله على لقب الخان الكبير، حيث أعلنه ممثلوا جميع الأسر والعشائر، خاقانا في قوريلتاي عقد في قراقورم. تخلى قوبلاي عن حصار مدن ووشانغ، حيث ترك المحاصرون حول مدن «إيزاو» و«ووزاو»، بعد أن وصلته رسالة من زوجته تخبره فيها بأن «عريق بوكه» يحضّر جيشا كبيرا، وبناءً على نصيحة طاقمه الصيني، عقد قوبلاي قوريلتايا في مدينة كايبينغ، حضره جميع الأمراء الكبار وقواد الجيش المغول المتمركزين في منشوريا وشمال الصين، وكانوا جميعهم يؤيدون ترشيح الأخير ليكون خان الإمبراطورية. تمكن جيش قوبلاي من القضاء على جميع مؤيدي عريق بوكه بسهولة، في مقاطعات خبي، شاندونغ، شانشي، وجنوب منغوليا، وقام قوبلاي بنفسه بالسيطرة على الإدارة المدنية، وهزم جنود مونكو خان، الذين كانوا متعاطفين مع الخان الكبير المتوج حديثا، تبعا لقوادهم الإداريين من الأويغور وقومية ليان شيشيان. قام عريق بوكه باعتقال الأمير القياتيي، «أبيشكا»، الذي كان قوبلاي قد أرسله ليتوج أميرا على إقليم قيتاي، وعيّن شخصا من يمّه يدعى «ألغو» بدلا منه، وقام الأخير بإخضاع المغول القراوانيين، في أفغانستان وشرق فارس، واعتقل قائدهم «سالي» الذي كان مواليا لهولاكو وقوبلاي. أقدم عريق بوكه، بعد هزيمته في أول اشتباك مسلح مع قوات أخيه، على قتل «أبيشكا» ثأرا لنفسه، فأمر قوبلاي بالتعبئة العامة وطلب من ابن عمه «خادان» أن يُحاصر منغوليا من كل الجهات كي يقطع الإمدادات الغذائية عن شقيقه. أدى هذا الحصار لحصول مجاعة في البلاد، وقد ازداد الأمر سوءا بالنسبة للخان عندما أقدم «ألغو» على خيانته والالتفاف حول قوبلاي، وفي نهاية المطاف سقطت قراقورم في يد الأخير، ولكن عريق بوكه خان عاد واستولى عليها مؤقتا عام 1261.

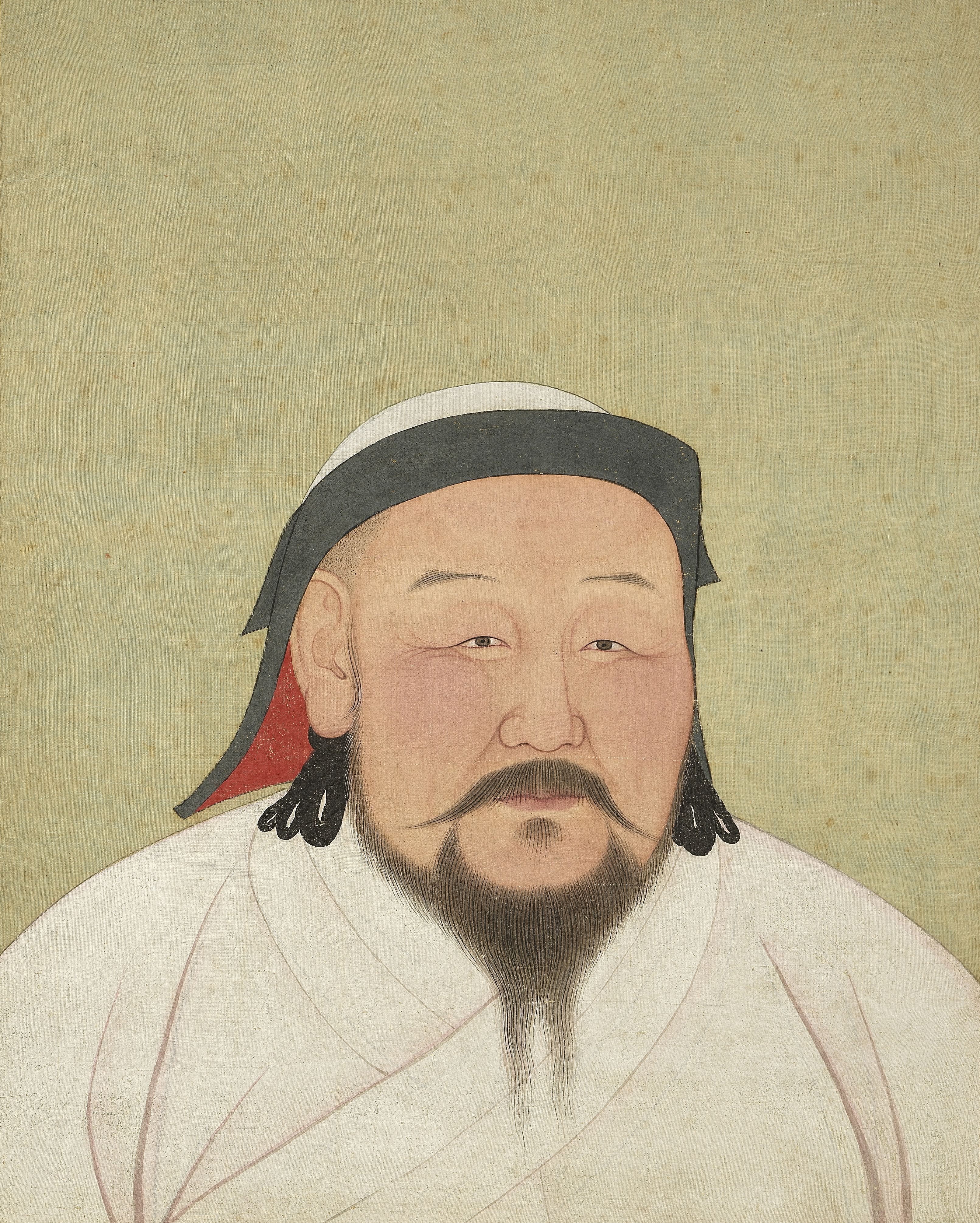
رسم لقوبلاي خان، حفيد جنكيز خان، آخر الخانات المغول، ومؤسس سلالة يوان، من عام 1294.

عام 1262، بدأت الصدامات الأكثر عنفا بين هولاكو، أخ قوبلاي الأصغر، وابن عمه بركة خان حاكم القبيلة الذهبية المسلم، الذي كان هولاكو قد أثار غضبه بعد أن مات عدد من الأمراء الذهبيين العاملين لدى الأخير بشكل غامض، ولتوزيع الغنائم الحربية بشكل غير متساو، بالإضافة لقيام هولاكو بقتل عدد كبير من المسلمين خلال غزو بلاد فارس وآسيا الغربية. فأخذ بركة يُفكر بدعم ثورة المملكة الجورجية على حكم هولاكو ما بين عاميّ 1259 و1260، حيث كان الملك دايفيد أولو قد خسر سلطته على جورجيا وأرمينيا لصالح المغول، كنتيجة لانقلابات فاشلة، كما أجبر حاكم مقاطعة إيمريتي على دفع جزية سنوية إلى الألخانات. كانت هذه التوترات المتصاعدة بين هولاكو وبركة إنذارًا للوحدات القبلية الذهبية العاملة تحت لواء هولاكو، بوجوب هروبها، فقامت فرقة منها بالاتجاه إلى سهوب القبشاك، وفرقة أخرى إلى اجتازت خرسان[ ؟ ]، أما الثالثة فالتجأت لسوريا المملوكية، حيث رحب بهم السلطان الظاهر بيبرس (1260-77)، أمّا الذين لم ينجوا بنفسهم، فقد عاقبهم هولاكو بشدة في إيران. كان بركة قد خطط لهجوم مشترك مع بيبرس على المغول، وعقد حلفا مع المماليك ضد هولاكو الذي كان يدعم شقيقه قوبلاي للوصول إلى الحكم، بينما كان بركة يدعم عريق بوكه. أرسل الأخير الجنرال «عيسى نوخوي خان» ليغزو الإلخانات، فقام هولاكو بإرسال أباقا خان لمهاجمة القبيلة الذهبية ردا على هذا؛ فعانى الطرفان من خسائر فادحة، وكان «شقتاي خان ألغو» يُلح على هولاكو بغزو الأقاليم الخاضعة لبركة زاعما أن الأخير قتل جميع أقاربه فيها عام 1252، وعندما أعلن نخبة المسلمين وكبار أفراد القبيلة الذهبية في بخارى، ولاءَهم لبركة، قام ألغو بتدمير الذهبيين في خوارزم، ثم اتجه مع هولاكو إلى الولايات الخوارزمية وقتلوا جميع أفراد القبيلة الذهبية وباعوا أسرهم للعبودية، ولم يتركوا على قيد الحياة سوى رجال الخان الكبير قوبلاي وسورخوخطاني.
اتجه عريق بوكه إلى مدينة شانادو حيث استسلم لشقيقه بتاريخ 21 أغسطس 1264، بعد أن أدرك عجزه أمامه بسبب نقص عدد قواته بفعل فصل الشتاء القاسي ولتخلي حلفائه عنه. وبهذه الهزيمة، اعترف حكام القبيلة الذهبية، خانات قيتاي، والإلخانات، بحكم وسلطان قوبلاي خان، الذي طلب منهم أن يعقدوا قوريلتايا جديدا، وعلى الرغم من العلاقة المتوترة بين هولاكو وبركة، فقد قبل كلاهما دعوة قوبلاي لحضور الجلسة في بادئ الأمر، لكنهما سرعان ما عادا ورفضا الحضور. عفا قوبلاي خان عن شقيقه عريق بوكه، على الرغم من عدم اكتمال النصاب القانوني في الجلسة، وأخذ يعد العدة لغزو سلالة سونغ الصينية. وفي هذا الوقت كانت الخانات قد أخذت تستقل سياسيا عن بعضها البعض، حيث أخذ كل منها يؤكد على مطالبه الخاصة ويختار حاكمه، وكانت الخانات الباقية تعترف به اعترافا اسميّا فقط.

#### الإمبراطورية في عهد قوبلاي خان
كانت الإمبراطورية البيزنطية، حليفة الإلخانات، قد اعتقلت مبعوثين مصريين، فأرسل بركة خان جيشا عن طريق بلغاريا التابعة له ليحث البيزنطيين على إطلاق سراحهم وسراح السلطان السلجوقي عز الدين كيكاوس بن كيخسرو، وحاول أن يسبب بعض الاضطرابات المدنية في الأناضول بحجة أسر السلطان ولكنه فشل. رفض قوبلاي خان، وفقا للنسخة الرسمية من تاريخ الأسرة الحاكمة المغولية، رفض أن يسجل اسم بركة على أنه خان القبيلة الذهبية، بسبب دعمه لعريق بوكه وحربه مع هولاكو، أما أفراد أسرة جوتشي فقد تم الاعتراف بهم كأعضاء شرعيون في الأسرة.
أرسل الخاقان 30,000 جنديا مغوليا شابا، ليدعم هولاكو في تهدئة الأزمة السياسية في الخانات الغربية، وعندما مات هولاكو بتاريخ 8 فبراير 1264، اتجه بركة ليعبر من تبليسي نحو أراضيه، ولكنه توفي أيضا في الطريق، وبعد بضعة شهور من هذه الأحداث، توفي ألغو خان، حاكم خانة قيتاي أيضا. أدّى هذا الفراغ المفاجئ في مراكز السلطة إلى القضاء على سلطة قوبلاي على الخانات الغربية، بطريقة ما، إلا أنه قام بتسمية أباقا إلخانا جديدا، ورشّح حفيد باتو خان، «مونكو تيمور»، ليُنصب على عرش ساراي، عاصمة القبيلة الذهبية. حافظ القوباليون في الشرق على سلطانهم على الإلخانات واستمروا كذلك حتى العهد الذي سقط فيه هذا النظام. أرسل قوبلاي ربيبه «برقة القيتايي» ليطيح ببلاط الإمبراطورة «أورخانة الأويروتية»، إمبراطورة خانة قيتاي، التي نصبت ولدها الشاب، مبارك شاه على العرش عام 1265، بعد موت ألغو، ودون إذن من قوبلاي، وكان الأمير الأوقطايي «قايدو» قد رفض الحضور إلى قصر قوبلاي بعد أن طالبه الأخير بهذا، فأوعز إلى برقة بمهاجمته. بعد أن استلم الأخير عرشه الشرعي عام 1266، أخذ يوسع أراضيه في الشمال، فقاتل «قايدو» وأسرة جوتشي وطرد مناظر الخان الكبير من حوض نهر التاريم، وعندما هزمه قايدو ومونكو تيمور سويّا، شكل برقة حلفا مع أسرة «أوديداي» والقبيلة الذهبية ضد قوبلاي في الشرق وأباقا في الغرب. هزمت الجيوش المغولية المتمركزة في بلاد فارس قوات برقة المتقدمة للغرب عام 1269، وفي العام التالي توفي برقة، فتولى قايدوا شؤون خانة قيتاي.
كان قوبلاي في هذا الوقت قد حشد جيشا كبيرا تحضيرا لغزوة جديدة، بعد أن ساعد الملك الكوري «ونجونغ» (1260-1274) ليعتلي عرش أسرة غوريو عام 1259، وأرغم حاكمين من القبيلة الذهبية والإلخانات على عقد هدنة مع بعضهما البعض عام 1270، على الرغم من أطماع القبيلة الذهبية بالشرق الأوسط والقوقاز. عرض المغول على الخان القيام بالغزوة الأخيرة على أسرة سونغ بجنوب الصين، بعد سقوط مدينة شيانغيانغ سنة 1273، لذا طلب قوبلاي من مونكو تيمور أن يجري إحصاءً ثانيا لأفراد القبيلة الذهبية كي يؤمن له الرجال اللازمين لهذه الحملة، وقد جرى هذا الإحصاء في جميع أنحاء أراضي القبيلة، بما فيها سمولينسك وفيتبسك ما بين عاميّ 1274 و1275، كما أرسل الخان الكبير «نوغاي خان» زعيم القبيلة الذهبية، إلى البلقان كي يقوي من تأثير المغول هناك.
كان الخان الكبير عندما قام بتغيير اسم نظام الحكم المغولي في الصين، حيث أسس أسرة يوان الحاكمة عام 1271، كان يهدف إلى مسح الطابع الصيني على صورته كإمبراطور للصين، وذلك كي يستطيع أن يتحكم بالملايين من السكان في تلك البلاد، وعندما نقل عاصمته من قراقورم إلى خان بالق أو "دادو"، في بكين حاليّا، حصلت ثورة في العاصمة القديمة استطاع بالكاد أن يتجنبها، فاتهمه المحافظون ومعارضيه بأنه قريب جدا من الثقافة الصينية، فأرسلوا إليه رسالة قالوا فيها: "إن التقاليد القديمة لإمبراطوريتنا ليست هي ذاتها الموجودة في القوانين الصينية... مالذي جرى لعاداتنا القديمة؟، وحتى «قايدو»، جذب نخبة الخانات المغول إلى صفه، بعد أن كانوا يرونه خارجا عن طاعة الخان الكبير، وأقنعهم بأنه الوريث الشرعي للعرش بدلا من قوبلاي الذي خرج عن تعاليم جنكيز خان. أدت الانشقاقات عن أسرة قوبلاي إلى حدوث تضخم في عدد القوات الأوقطايية المعارضة له، إلا أن منغوليا بقيت محمية بشكل جيد من قبل القوبلانيين لأن قوبلاي كان قد فرض عليهم منذ توليه العرش حمايتها مهما كلف الثمن، ليضمن سيطرته على البلاد وقصر "بُركان خلدون" حيث دُفن جنكيز خان.

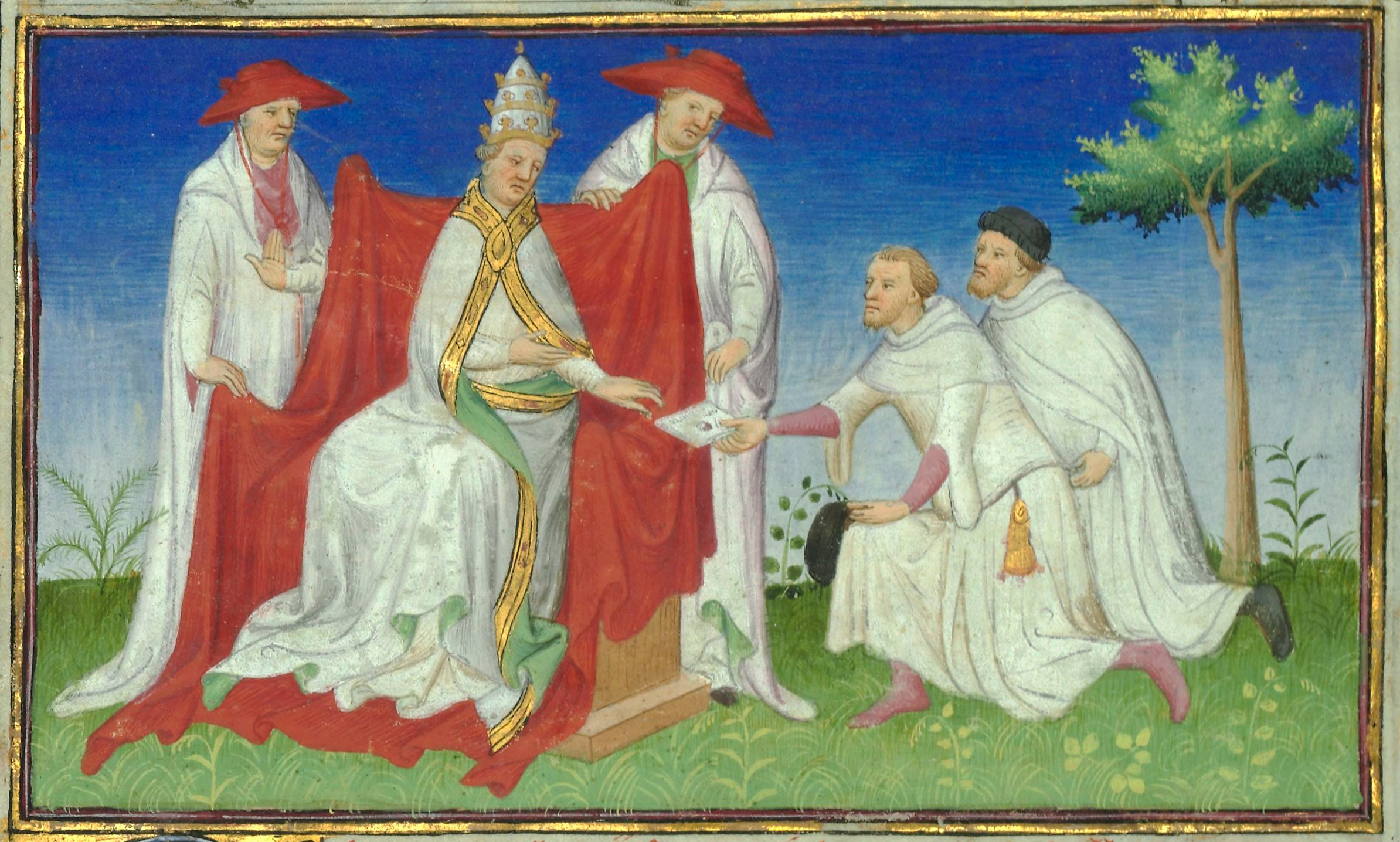
نيكولو ومافيو بولو، يُسلمان رسالة من قوبلاي خان إلى البابا غريغوري العاشر عام 1271.

استسلمت أسرة سونغ الملكية إلى أسرة يوان عام 1276، مما جعل المغول أول شعب غير صيني يغزو جميع أنحاء البلاد، وبعد ثلاث سنوات قام بحارة يوانيون بسق أخر الموالين لأسرة سونغ. نجح قوبلاي عندئذ في بناء إمبراطورية قوية، فأنشأ أكاديمية عسكرية، عدد من المكاتب، المراكز التجارية، وشق الأقنية وبنى ميادين رياضية وعلمية، وتفيد سجلات المغول أن ما يقارب 20,166 مدرسة حكومية تمّ إنشائها خلال هذا العهد. بعد أن رأى قوبلاي أنه متفوق عدديا على جميع جيوش أوراسيا، وبعد أن نجح في السيطرة على الصين، طمع بما وراء حدودها، إلا أن غزواته المكلفة لبورما، فيتنام (التي فشلت 3 مرات)، جزيرة سخالين، ومملكة تشامبا، لم تفعل شيئا سوى جعل هذه البلاد تابعة اسميّا له. أما الغزو المغولي لليابان (عام 1274 و1280) وجاوة (1293) فقد فشل. وفي نفس الوقت كان ابن أخ قوبلاي، أباقا يحاول أن يعقد حلفا ضخما مع الأوروبيين الغربيين ليهزم المماليك في سوريا وشمال أفريقيا، والذين كانوا يهاجمون المواقع التي سيطر عليها المغول بين الحين والأخر. كان أباقا وعمه قوبلاي يصبون اهتمامهم على المحالفات الأجنبية بشكل رئيسي، بالإضافة للطرق التجارية المفتوحة، حيث كان الخاقان يتناول العشاء يوميّا بحضور بلاط كبير، ويلتقي بالعديد من السفراء، والتجار الأجانب، حتى انه عرض أن يتحول للمسيحية بحال أظهر 100 من الكهنة صحة هذا الدين.
في عام 1277، قامت مجموعة من الأمراء المتحدرين من جنكيز خان والعاملين في خدمة ابن مونكو خان «شيريقاي»، بالثورة على الخان الكبير قوبلاي، فخطفوا ابنيه الاثنين، وأحد قواده المدعو «أنتونغ»، وقاموا بتسليمهم إلى قايدو ومونكو تيمور. كان الأخير قد أبرم حلفا مع قايدو منذ عام 1269، على الرغم من أنه وعد قوبلاي خان بالمساعدة العسكرية لحمايته من الأوقطايين. قامت جيوش الخان الكبير بقمع هذه الثورة ودعمت الحاميات اليوانيّة في منغوليا وشرق تركستان.

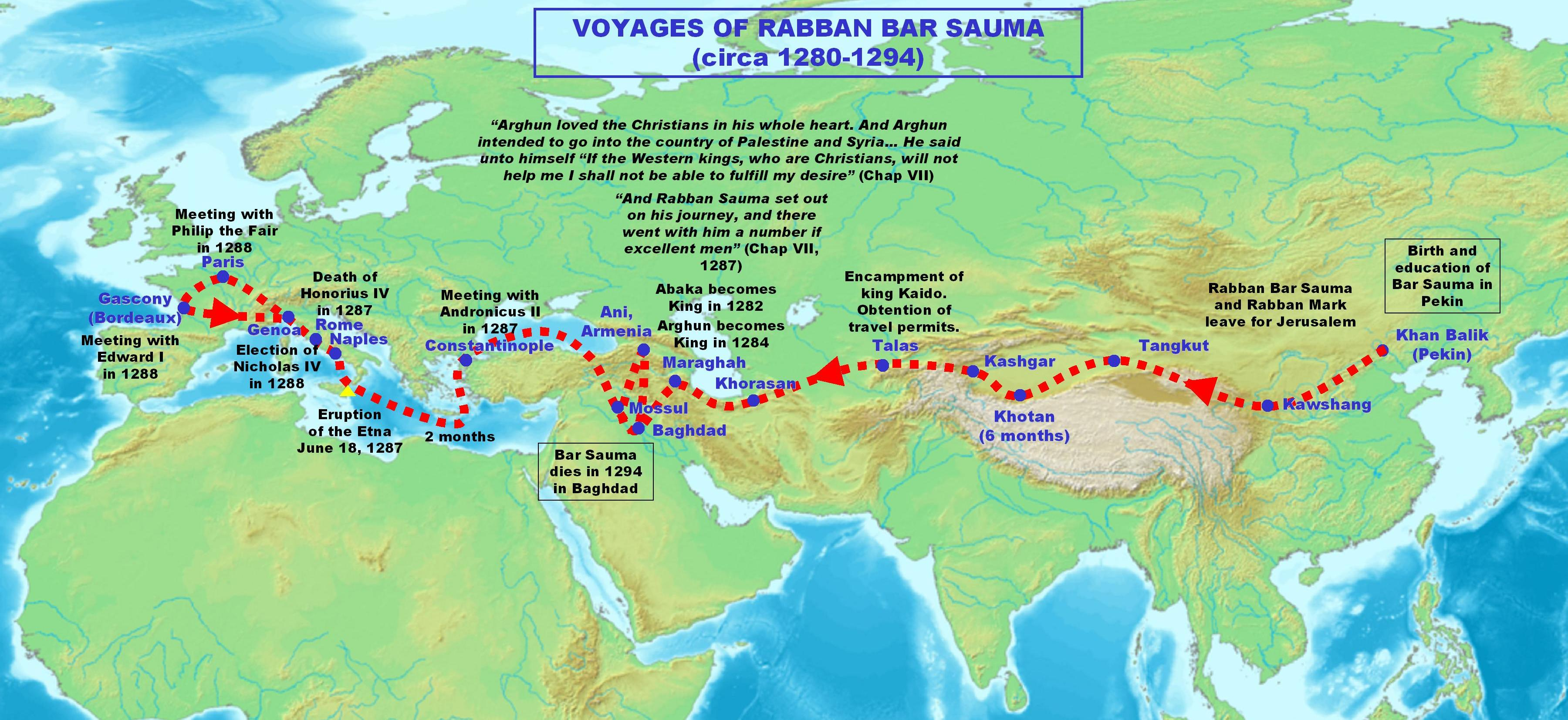
رحلة "رابان بار ساوما" سفير الخان الكبير قوبلاي والإلخان أرغون، من خان بالق في الشرق، إلى روما، باريس، وبوردو في الغرب، حيث التقى بمعظم الحكام العظماء ما بين عاميّ 1287 و1288.

كان قوبلاي خان، بصفته خليفة الخانات العظماء السابقين، مجبرا على اقتراح إبرام علاقات أجنبية ولو بشكل اسمي، وعندما تُوج أحمد تكودار على عرش الإلخانات عام 1282، حاول أن يعقد صلحا مع المماليك، فناشد المغول القدماء الذين كانوا يعملون في خدمة أباقا خان، ناشدوا قوبلاي أن يتدخل لتوقيف تكودار عند حده، فقام بالقبض عليه وإعدامه. بعد هذه الحادثة، اعترف قوبلاي بأرغون خان حاكما على الإلخانات، وخلع على قائده الأعلى الذي ساعده لقب النبيل. على الرغم من غياب إدارته المباشرة على الخانات الغربية، وثورة الأمراء المغول عليه، فإنه بدا أن قوبلاي كان قادرا على التدخل في شؤونهم والتأثير على علاقاتهم، كما يتضح في رسالة ابن أباقا، أرغون خان، إلى البابا نيكولاس الرابع، التي يقول فيها أن الخان الكبير أمره بغزو مصر.
كانت ابنة أخت قوبلاي «كيلميش» قد تزوجت جنرالا من العشيرة الخونغيراتية، وهي أحد فروع القبيلة الذهبية، وقد تمتع الأخير بنفوذ قوي استغله ليُعيد أبناء قوبلاي إلى والدهم. أرسل بلاط القبيلة الذهبية الابنين إلى والدهما كتقدمة سلام مع أسرة يوان عام 1282، وليحثوا قايدو خان على إطلاق سراح الجنرال التابع لقوبلاي والذي كان قد أسره سابقا. بعد هذه الحادثة، أنشأ كل من «نوغاي خان» زعيم القبيلة الذهبية، و«كونشي خان» زعيم القبيلة البيضاء، علاقة وديّة مع أسرة يوان والإلخانات، وعلى الرغم من الخلاف السياسي بين فروع الأسرة الواحدة على منصب الخاقان، فإن النظام التجاري والاقتصادي الذي كان يلفق مشاحناتهم، استمر بالوجود. وبالتالي فإن التطورات الأخرى التي حصلت في الإمبراطورية لاحقا يُنظر إليها على أنها بمثابة كومنولث للخانات المغول أو القومية المغولية الموجودة في جميع أنحاء الإمبراطورية، بينما يُطلق عليها البعض الآخر اسم إمبرطورية المغول الجديدة.

### القومية المغولية للإمبراطورية الجديدة

#### معاهدة السلام والصراعات السياسية
بعد أن تربع محمود غازان على عرش الإلخانات عام 1295، حتى قام بتحويل فارس المغولية إلى الدين الإسلامي، وتوقف عن سك النقود المعدنية باسم الخان الكبير في إيران، على العكس من الخانات السابقين، إلا أن عملته في جورجيا بقيت تحمل العبارة التالية: «ضربها غازان باسم الخاقان»، حيث وجد أنه من الملائم سياسيا أن يُظهر سيادة الخان الكبير هناك، لأن القبيلة الذهبية لطالما كانت تطالب بالحصول على أراضي تلك البلاد. بدأ غازان بإرسال الهدايا والتقديمات إلى بلاط القوبلانيين خلال أربع سنوات من بدأ حكمه، كما ناشد خانات أخرين للقبول بتيمور خاقان سيدا أعلى عليهم. بقي غازان أميرا خاضعا للخان الكبير، على الرغم من أنه كان يحمل ختما منه يُتيح له إنشاء دولة وحكم شعبها.

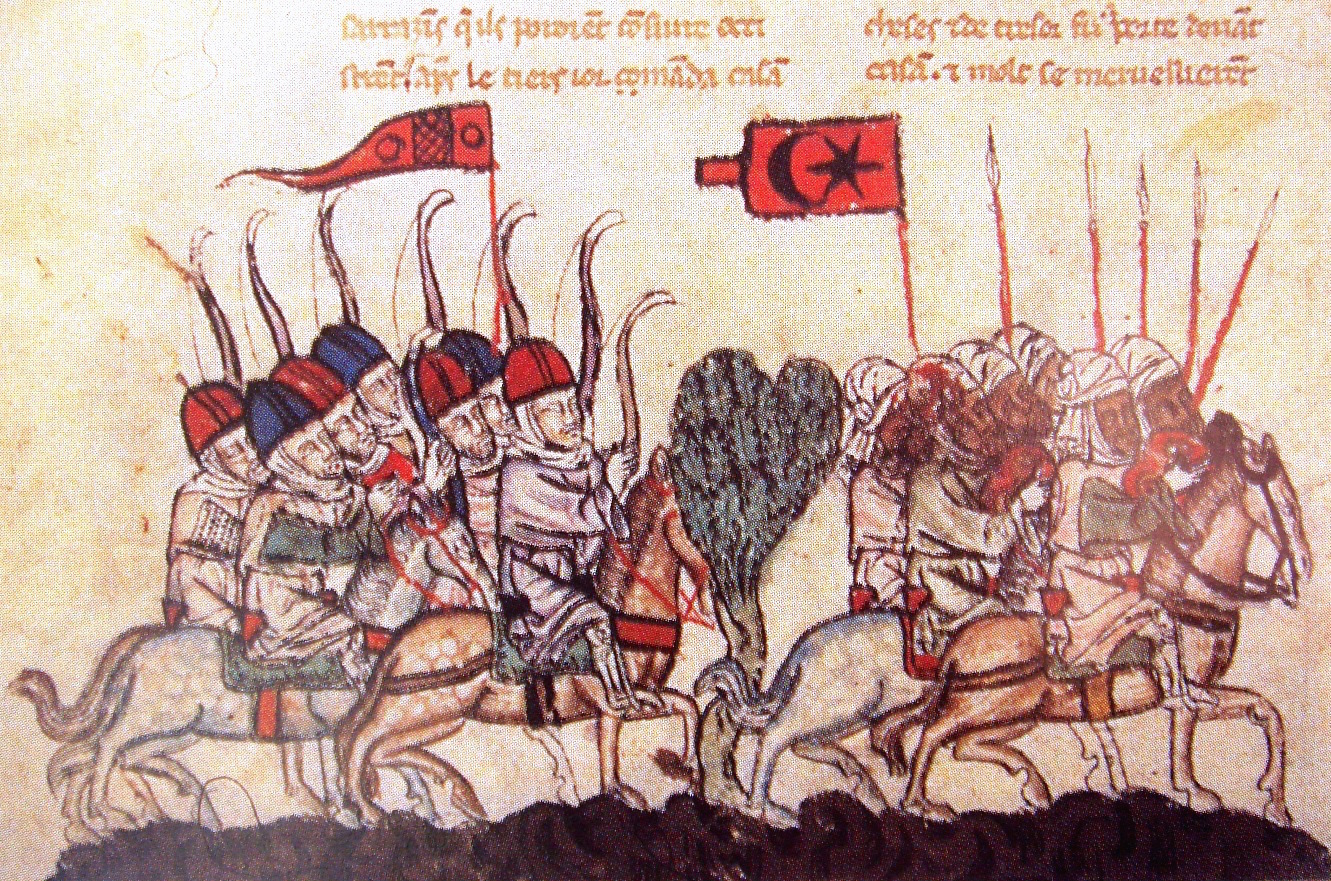
صورة من القرن الرابع عشر لمعركة وادي الخزندار.

تابع غازان الحروب التي بدأها أجداده مع المماليك، وكان يُخاطب مستشاريه القدامى بلغته الأم، أي المغولية، على الرغم من اطلاعه على اللغة العربية وإيمانه الشديد بالإسلام، وهزم المماليك في معركة وادي الخزندار وتقدم ليحتل سوريا لفترة وجيزة فقط عام 1299. كانت الغزوات المستمرة للحاكم المفروض على خانة قيتاي، «قايدو»، على خراسان الكبرى، قد وضعت عراقيل في وجه خطة غازان لغزو الشام، وكان قايدو يحاول أن يسترجع نفوذه في القبيلة الذهبية، على الرغم من حروبه مع الألخانات وأسرة يوان، فدعم مرشحه الخاص «قوبليغ» ضد «بايان خان»، خان القبيلة البيضاء. بعد أن حصل بايان على الدعم العسكري من البلاط المغولي في روسيا، حتى طلب المساعدة من تيمور والإلخانات لينظموا هجوما موحدا ضد الخانات التابعة لقايدو والرجل الثاني من بعده «دوا خان»، إلا أن تيمور لم يستطع أن يرسل مساعدته العسكرية بالسرعة المطلوبة، لكن أسرة يوان زادت من نطاق هجماتها المضادة على قايدو بعد سنة من هذه المسألة. أعجب غازان بسياسة تيمور خان التي أدت في نهاية المطاف إلى جعل اليوانيون يقومون بحملتهم العسكرية الكبرى في آسيا الوسطى. توفي قايدو خان عام 1301 بعد معركة دموية مع جيش تيمور بالقرب من نهر زوخان، وقد أعطى موته فسحة للمغول لتخفيف الصراعات الداخلية فيما بينهم.
أنشأ تيمور خان علاقة تبعية مع الأخوين «شان» المحاربين، بعد سلسلة من الحملات العسكرية على تايلند، والتي امتدت من عام 1297 حتى 1303، على الرغم من نزاعه مع قايدو ودوا. كانت هذه الحملات نهاية التوسع الجنوبي للمغول، إلا أنهم في تلك الفترة أخذوا يتطلعون إلى وحدتهم من جديد، وكان دوا قد انهكته الحروب المكلفة التي خاضها، فعرض سلاما شاملا وأقنع الأوقطاييون بهذا، حيث أرسل لهم: «فالنكف نحن المغول عن سفك دماء بعضنا البعض، من الأفضل لنا أن نستسلم للخاقان تيمور». وافق جميع الخانات على معاهدة السلام عام 1304 واعترفوا بسلطان تيمور، وأقدم خليفة محمود غازان، محمد أولجايتو، وحاكم القبيلة الذهبية «توقطاي» على نشر خبر الوحدة المغولية في مملكة فرنسا وروسيا، بينما قام تيمور بالتصديق على تعيين محمد أولجايتو إلخانا جديدا.

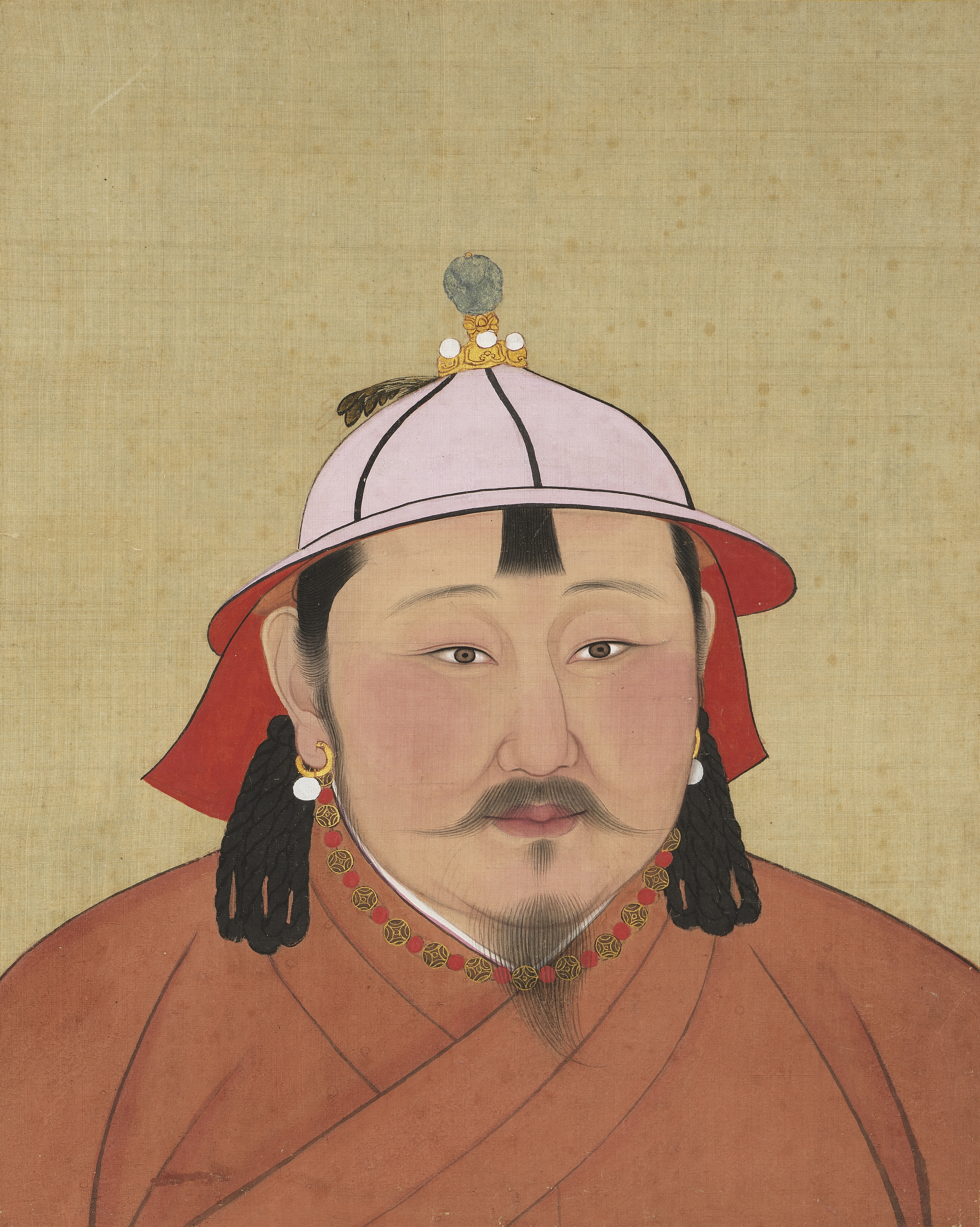
رسم من القرن الرابع عشر للخاقان تيمور من أسرة يوان.

إلا أن القتال تجدد مرة أخرى بين دوا خان وابن قايدو «تشابار»، وبمساعدة تيمور خاقان استطاع دوا أن يهزم الأوقطايين، كما أرسل «توقطاي»، الذي كان يدعم عملية السلام الشاملة، أرسل 20,000 جندي للمؤازرة على جبهة أسرة يوان. ازدهرت التجارة الدولية والتأثير الثقافي بين أوروبا وآسيا خلال هذه الفترة التي ساد فيها السلام الشامل بين المغول، ومثال ذلك أن أنماط المنسوجات الملكية اليوانيّة اقتبسها الأرمن في تصاميمهم للزينة[ ؟ ]، كما انتشرت زراعة أنواع مختلفة من الأشجار وتناقلت بين المحافظات المختلفة للإمبراطورية، بما فيها الصين وإيران، وكذلك الحال بالنسبة لعدد من الاختراعات التي اقتبسها الغرب. أخذ القيتايون بالتوسع ناحية الجنوب باتجاه الهند بشكل رئيسي بعد إبرام معاهدة السلام هذه.
اعتلى السلطان محمد أوزبك عرش القبيلة الذهبية، بعد وفاة توقطاي عام 1312، وسرعان ما أخذ باضطهاد المغول غير المسلمين، وفي ذلك الوقت كان تأثير أسرة يوان على القبيلة قد خف كثيرًا وانعكس في الواقع، لذا عادت النزاعات الكبيرة لتبرز مجددا بين مختلف الولايات المغولية. تُظهر الوثائق التاريخية أن مبعوثي الخاقان «أيورباوادا» ألّبوا ابن توقطاي خان على محمد أوزبك، كما اعتلى «إيسن بوكه الأول» ابن دوا خان عرش خانة قيتاي، بعدما قام بعض المتحدرين من أوقطاي خان بانقلاب مفاجئ على «تشابار» ونفوه إلى أراضي يوان، وفي نهاية المطاف هاجم اليوانيون والإلخانات خانة قيتاي وحلفائهم القراوانيون، على الرغم من إظهار إسن بوكه لنيته في إبرام الصلح معهم. كان الأخير قد طلب من محمد أوزبك خان، حليف مصر المخلص، أن يشكل معه حلفا ضد «أيورباوادا»، إلا أن أوزبك رفض ذلك، وفي ذلك الوقت كان «كيبك»، خليفة إسن بوكه، قد خفف من حدة المواجهة مع اليوانيون بعد أن أدرك تفوقهم العددي عليه في شرق تركستان بعدما فشل أخوه في جميع حروبه مع الإمبراطور أيورباوادا والإلخان محمد أولجايتو، الذي قام بغزو محافظة كيلان عام 1307، وهاجم حصون المماليك في عاميّ 1312 و1313.

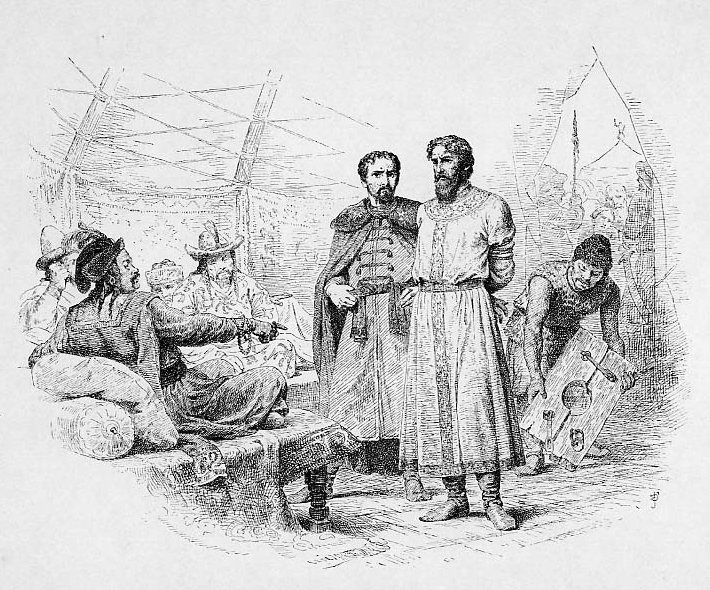
رسم لمحمد أوزبك خان (1313-1341) وهو يصدر حكمه في قضية ميخائيل ياروسلافيتش، بريشة فاسيلي فاريشّاغاين.

عاد أوزبك ليؤسس علاقات ودية مع خاقانات أسرة يوان عام 1326، بعد أن أدرك المكاسب الاقتصادية التي ستعود عليه من وراء ذلك، كما أسست القبيلة الذهبية حرسها الخاص للخان، مقتدية بذلك باليوانيون. أرسل أوزبك سجناء روس إلى محكمة السلالة الحاكمة في الصين، بعد سحقه لتمرد كبير في مدينة تفير عام 1327، ليُظهر احترامه لهم ولليوانيين، كما أعاد إحياء طموحات القبيلة الذهبية بالحصول على البلقان. قام أوزبك ببناء عدد من المعالم الإسلامية في مدينة ساراي، مثل المساجد والحمامات العامّة كي يزيد من انتشار هذا الدين[ ؟ ] أكثر، وعلى الرغم من دفعه للجزية إلى الخاقانات، فإنه وخلفائه، لم يتخلوا عن مطامعهم في الشرق الأوسط والقوقاز، وبقوا على الدوام مهددين وجود الإلخانات والأمراء الشوبانيون في تلك البلاد. كانت الغزوات المغولية قد خفت حدتها بشكل كبير جدا عند حلول العقد الثاني من القرن الرابع عشر، ففي عام 1323، قام أبو سعيد خان (1316-1335) حاكم الإلخانات، بتوقيع معاهدة سلام مع مصر، وبناءً على طلب منه، قام بلاط يوان بخلع لقب القائد الكبير لجميع خانات المغول، على حارسه «شوبان سلدوز»، غير أن سمعة الأخير لم تستطع أن تنقذ حياته عام 1327.
اغتنم خان قيتاي «إلجيقطاي» و«قوسيلا»، ابن «كولوغ خان» حاكم يوان، اغتنما الفرصة التي قدمتها الحرب الأهلية التي وقعت في أراضي أسرة يوان بين عاميّ 1327 و1328، ليبرزا على الساحة، فأرسل الأول الأخير تحت حماية جنوده إلى منغوليا، حيث تمّ انتخابه خاقانا بتاريخ 30 أغسطس 1329، بعد أن دعمه العديد من النبلاء والقوّاد المغول. قام «جاياتو خان» (1304–1332) بإرسال قائده القبشاكي لتسميم الخان المنصوب حديثا، خوفا منه أن يتعاظم تأثير القياتيين على أسرة يوان، وكي يتقبله الخانات الأخرون كعاهل العالم المغولي. أرسل جاياتو، الذي كان يتقن اللغة الصينية، الشعر، علم الخط، الرسم، ولديه معرفة كبيرة بتاريخ الصين، أرسل أمراء متحدرين من سلالة جنكيز خان وبعض الجنرالات القدامى المرموقي إلى خانة قيتاي والإلخان أبو سعيد ومحمد أوزبك. قرر كل من هؤلاء الحكام أن يُرسل إلى جاياتو بعثات تحمل إليه الجزية في كل عام ردا على مبادرته، وكان الأخير قد قدم إلى «إلجيقطاي» هدايا سخيّة واعطاه ختما إمبراطوريا ليهدئ من غضبه بعد قتل «قوسيلا». أصبح القبشاك والآلانيون أشد قوةً وأكثر سلطة من أسرة يوان خلال عهد جاياتو خان، فقد أرسلت الكنيسة الشرقية مذكرة إلى البابا[ ؟ ] يوحنا الثاني والعشرين، تصف فيها السلام المغولي الذي ينعم به الشعب، حيث قيل:«...الخاقان هو أعظم ملوك وأسياد الدولة، فكل من ملك قيتاي، الإمبراطور أبو سعيد، ومحمد أوزبك خان، تابعٌ له، يُحيون قداسته ويقدمون له احترامهم. هؤلاء الملوك الثلاثة يرسلون له النمور، الجمال، الصقور، والمجوهرات الثمينة كل عام.... وهم يعترفون به سيدا أعلى عليهم».

### السقوط
عندما توفي أبو سعيد خان عام 1335، أصبح حكم المغول في بلاد فارس عبارة عن فوضى سياسية، فسرعان ما قُتل خليفته على يد أحد الحكّام، وتمّ تقسيم الإلخانات بين قبيلة التايشيديون، الجلائريون، طوغا تيمور، وعدد من أسياد الحرب الفرس، وكان الجورجيون قد سبق لهم وطردوا المغول من أرضهم بحجة تفكك الإلخانات، وبهذا كانت الإمبراطورية المغولية الكبرى قد تفككت تماما وانتهى أمرها بالكامل.

## التنظيم

### التنظيم العسكري

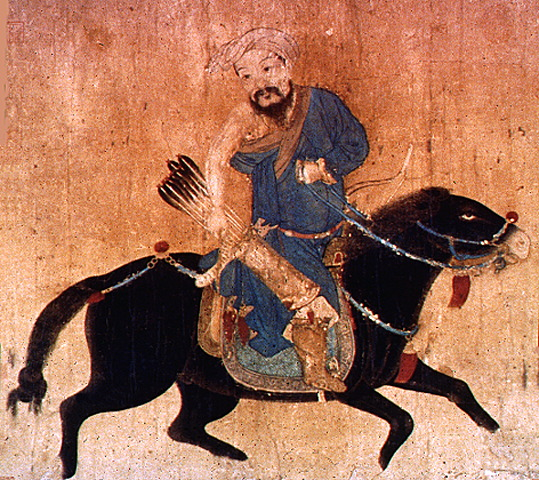
رسم لنبّال مغولي على صهوة حصانه.

التنظيم العسكري المغولي بسيط ولكنه فعال، اعتمد على تقليد قديم للسهوب وهو النظام العشري حيث تتكون الفرق العسكرية من مجاميع وكل مجموعة تحتوي على عشرة رجال تسمى أربانِ، 100 ياغون، 1000 منغان، 10000 تومين. كل قائد مجموعة يخضع للقائد الذي أعلى منه كما هو التنظيم المتبع بالتنظيمات العسكرية الحديثة.
وعلى عكس الجيوش المتحركة مثل قبائل الهسيانج نو القديمة والهون وحتى الفايكنغ، كان المغول مهرة بنظام حصار المدن، وحذرين بتجنيد العمال المهرة والعسكر المحترفين من المدن التي غزوها، ومن خلال جيش من المهندسين الصينين المهرة ومن باقي الممالك التي احتلوها كانوا خبراء ببناء المجانيق والكمائن الآلية التي يُعتمد عليها بحصار المواقع المحصنة، وكان لها فعالية قوية بالحملات الأوربية بقيادة سوباتاي (أفضل قادة جنكيز خان وأوقطاي خان). وكانت تلك الآلات العسكرية تبنى بالأماكن التي يجب توفر المواد الأولية لها كالغابات والأشجار.
تعمل القوات المغولية بالتنسيق مع بعضها البعض بالمعركة وبما أنهم مشهورون بالرماية من خلال الخيل، والقطعات المقاتلة متساوية بالقدرة وهو الشيء الأساسي لنجاحهم، أيضا استخدامهم المهندسين بالمعركة وذلك باستعمال المنجنيق والآلات العسكرية لكسر التحصينات وعمل الصواريخ والدخان لخلخلة تنظيمات العدو وكسر ثباتهم والنقطة المهمة لاستخدامهم الدخان هو عزل العدو وتدميره قبل وصول التعزيزات من حلفائهم.
الانضباط العسكري شديد لقوادهم، تكون القوات الخاضعة لإمرة الامبرطور مدربة ومنظمة ومجهزة للحركة السريعة، ولعمل ذلك يكون تجهيز الجنود خفيف نسبيا بالمقارنة مع الجيوش التي واجهوها، بالإضافة لذلك يعمل العسكر بشكل منفصل عن خطوط الإمداد لتسريع القطعات العسكرية بشكل أفضل. التفنن باستخدام البريد يجب أن يكون عالي المستوى للمحافظة على الاتصال بين قطعات الجيش مع بعضهم البعض وبين رؤسائهم وقوادهم، هذا الانضباط نمى فيهم ويسمى بالنيرج كما كتبه علاء الدين الجويني (أحد الوزراء المقربين لهولاكو وولاه على العراق). والنيرج هو نظام منغولي قديم ومعناه التكتيك بالصيد وهو أن الحيوان أو العدو يكون محاصر ثم تضيق دائرة الحصار ويقتل أي شيء يحاول الفرار من الحصار، ويكون الصيد متميز بتلك الثقافة عن أي ثقافة أخرى. كانت القوات المغولية تنتشر على شكل خط، وتحيط المنطقة بكاملها، ثم تدفع جميع الطرائد إلى داخل هذه الدائرة، والهدف من وراء ذلك هو ذبح كل هذه الطرائد وعدم السماح لأي منها بالهرب.

رسم للساموراي وهم يواجهون المغول خلال الغزو المغولي لليابان.

جميع الحملات العسكرية كان يسبقها التخطيط الجيد والاستكشاف وجلب المعلومات الحساسة المتعلقة بمناطق العدو ووجود قواته، النجاح والتنظيم وسهولة الحركة للجيوش المغولية ساعدهم على القتال بعدة جبهات بالمرة الواحدة. الذكور الذين أعمارهم من 15 إلى 60 القادرين على اجتياز التدريبات الصارمة كانت تؤهلهم للتجنيد بالجيش، وهو مصدر فخر بالتقليد العسكري القبلي.
الميزة الأخرى للمغول هي مقدرتهم على اجتياز مساحات شاسعة وبأشد حالات البرد قسوة، خصوصا الأنهار المتجمدة التي تعمل لهم كطرق سريعة، بالإضافة إلى هندسة الحصار وخبرتهم بمجال الأنهار كعبور قبائل الكومان المنغولية بقيادة باتو خان لنهر ساجو وقت فيضانات الربيع ب30 ألف فارس بليلة واحدة في معركة موهي في أبريل من عام 1241، وهزيمتهم لملك المجر بيلا الرابع. ونفس الشيء في هجومهم ضد الدولة الخوارزمية المسلمة فقد استعملوا أسطول صغير من المراكب لمنع الهروب خلال النهر.

### القانون والحكم
الإمبراطورية المغولية حُكِمت بواسطة دستور لأحكام القانون ابتكرها جنكيز خان وتسمى الياسا ومعناها القانون أو الحكم، شريعة هذا القانون هو المساواة ما بين عامة الناس مع الخاصة بالواجبات، وفرض الجزاءات القاسية[ ؟ ] للمخالفين مثل القتل للسارق أو الهروب من الخدمة العسكرية. بشكل عام الانضباطية الصارمة للقوانين حفظت الإمبراطورية بشكل تام وحافظ على استمراريتها، الرحالة الأوروبيين كانوا متعجبين من قوة التنظيم والصرامة بالقوانين داخل الإمبراطورية.
تحكم الإمبراطورية بواسطة برلمان غير منتخب ويكون كمجلس مركزي ويسمى قوريلتاي حيث الزعماء يلتقون بالخان العظيم للمناقشة بالشؤون المحلية والسياسات الخارجية.
أظهر جنكيز خان الحرية والتسامح الديني مع الآخرين ولم يضطهد أي شعب بسبب معتقداتهم الدينية، وهذه كانت سياسة عسكرية ناجحة كمثال على ذلك، عندما كان في حرب مع السلطان محمد شاه خوارزم لم تتدخل أي دولة إسلامية وتشترك بالحرب ضده، وبالعكس من ذلك إنهم رأوها حربا عادية بين دولتين.
كانت طرق التجارة والنظام البريدي[ ؟ ] (يام) داخل الإمبراطورية متوفرة وسالكة ما بين الصين والشرق الأوسط وأوروبا، وقد تم إنشاء شعار[ ؟ ] للدولة وشجع على التعليم في منغوليا وأعفى المعلمين والمحامين والفنانين من الضرائب وإن كانت ثقيلة على التصنيفات الأخرى بالدولة، مع ذلك فإن أي رفض أو مقاومة للقانون المنغولي كان يواجه بردة فعل شرسة وعنيفة جدا، وقد خربت مدن وذبح سكانها لأنهم تحدوا الأوامر المنغولية.

### الديانات
كان تساهل المغول بالدين[ ؟ ] إلى حد بعيد، وكانوا يرعون كذا ديانة بنفس الوقت. بزمن جنكيز خان تقريبا كل ديانة وجدت لها متحولون، البوذية للمسيحية والمانوية للإسلام، ولمنع النزاعات أنشأ جنكيز خان نظام للتأكد على الحرية الكاملة للمعتقدات الدينية. مع أنه هو نفسه يؤمن بالسحر[ ؟ ] والأرواح، وخلال حكمه أعفى زعماء الطوائف الدينية من الضرائب والخدمة العامة، بالبداية كانت هناك قلة بأماكن العبادة بسبب نمط الحياة البدائي ولكن خلال حكم أوقطاي خان تم بناء الكثير من المعابد ودور العبادة في قراقورم العاصمة لأصحاب الديانات البوذية والإسلام والمسيحية والطاوية، والدين السائد بذاك الوقت كان المسيحية حيث أن زوجة أوقطاي خان كانت مسيحية وأيضا أخوتها الذين سهلوا نشر الدين.

#### البوذية
دخل البوذيون تحت حكم الإمبراطورية المغولية في أوائل القرن الثالث عشر، وكانوا يُعاملون كما باقي الشعوب والأديان من حيث العبء الضريبي وغيره من الواجبات والحقوق، إلا أن المعابد والأديرة البوذية في قراقورم كانت معفاة من دفعها، كما رجال الدين. اعترف بالبوذية دينا رسميّا بعد وقت قصير من هذه الفترة. ازدهرت جميع المذاهب البوذية بداخل الإمبراطورية، مثل البوذية الصينية، التبتية، والهندية، على الرغم من تفضيل تلك التبتية خلال عهد مونكو خان، حيث قام الأخير بتعين أحد الكهنة من كشمير زعيما على جميع الكهنة البوذيين.
عندما أصبح ابن أوقطاي وشقيق جويوك، «قوتن»، حاكما على نينغشيا وقانسو، أطلق حملة عسكرية إلى التبت لاحتلالها. قام الجنود المغول عند وصولهم بحرق وتدمير المعالم البوذية، وكان ذلك عام 1240، وقد جعلت هذه الحادثة الأمير قوتن يؤمن بأن لا قوة على وجه الأرض تقدر أن تهزم الجيش المغولي، إلا أنه آمن أيضا بأن وجود الدين أمر ضروري ليعرف المرء أين سينتهي به المطاف في الحياة الأخرى، لذا دعا إليه المعلّم الروحي «سكيا بانديتا»، فأعجب بتعاليمه وبمعرفته، وفي وقت لاحق تحول إلى البوذية فأصبح أول أمير مغولي بوذي.
كذلك، كان قوبلاي خان، مؤسس أسرة يوان، معجبا بالبوذية، فمنذ أوائل عقد 1240، اتصل براهب يُدعى «هايون» وهو أحد معلمي مدرسة زن البوذية، وجعله مستشاره، وقد قام الأخير بمساعدة قوبلاي على انتقاء اسم لولده الذي أصبح فيما بعد خليفته على عرش أسرة يوان، وكان الاسم هو «زينجين» الذي يعني حرفيّا «الذهب الأصيل». أقنعت خاتون تشابي زوجها قوبلاي ليتحول إلى البوذية، وتلقت التعاليم اللازمة التي أثرت فيها بشكل كبير، على يد «دراغون شوغيال فابكا»، أحد المعلمين الروحيين من التبت، الذي قام قوبلاي بتعينه لاحقا معلما للولاية، وللإمبراطورية فيما بعد، فأعطاه السلطة على كامل الكهنة البوذيون في أراضي سلالة يوان. أما في بقية أراضي يوان في منغوليا والصين، فإن اللاما التبتيون كانوا أكثر رجال الدين البوذيين تأثيرا على الشعب حتى عام 1368، إلا أن التقاليد النصيّة البوذية الهندية كانت تؤثر أيضا على الحياة الدينية في الصين خلال عهد أسرة يوان.
اعتنق الإلخانات في إيران مذهب «باغمو غرو با» كما فعل أمراؤهم الإقطاعيون في التبت، وكانوا يرعون ببذخ عددا من الكهنة الهنود، التبتيين، والصينيين. وفي عام 1295، اضطهد السلطان محمود غازان البوذيين ودمر معابدهم، مع أنه كان قد بنى معبدا بوذيا في خراسان[ ؟ ] قبل اعتناقه للإسلام. أظهرت الكتابات الأدبية البوذية من القرن الرابع عشر، والتي عُثر عليها في خانة قيتاي، أظهرت كم كانت هذه الديانة شائعة بين المغول والأويغور. حاول توقطاي خان، زعيم القبيلة الذهبية، أن يُشجع الزعماء الروحيين البوذيين على الاستقرار في روسيا، إلا أن سياسته هذه أوقفها وبددها خليفته محمد أوزبك خان.

#### المسيحية

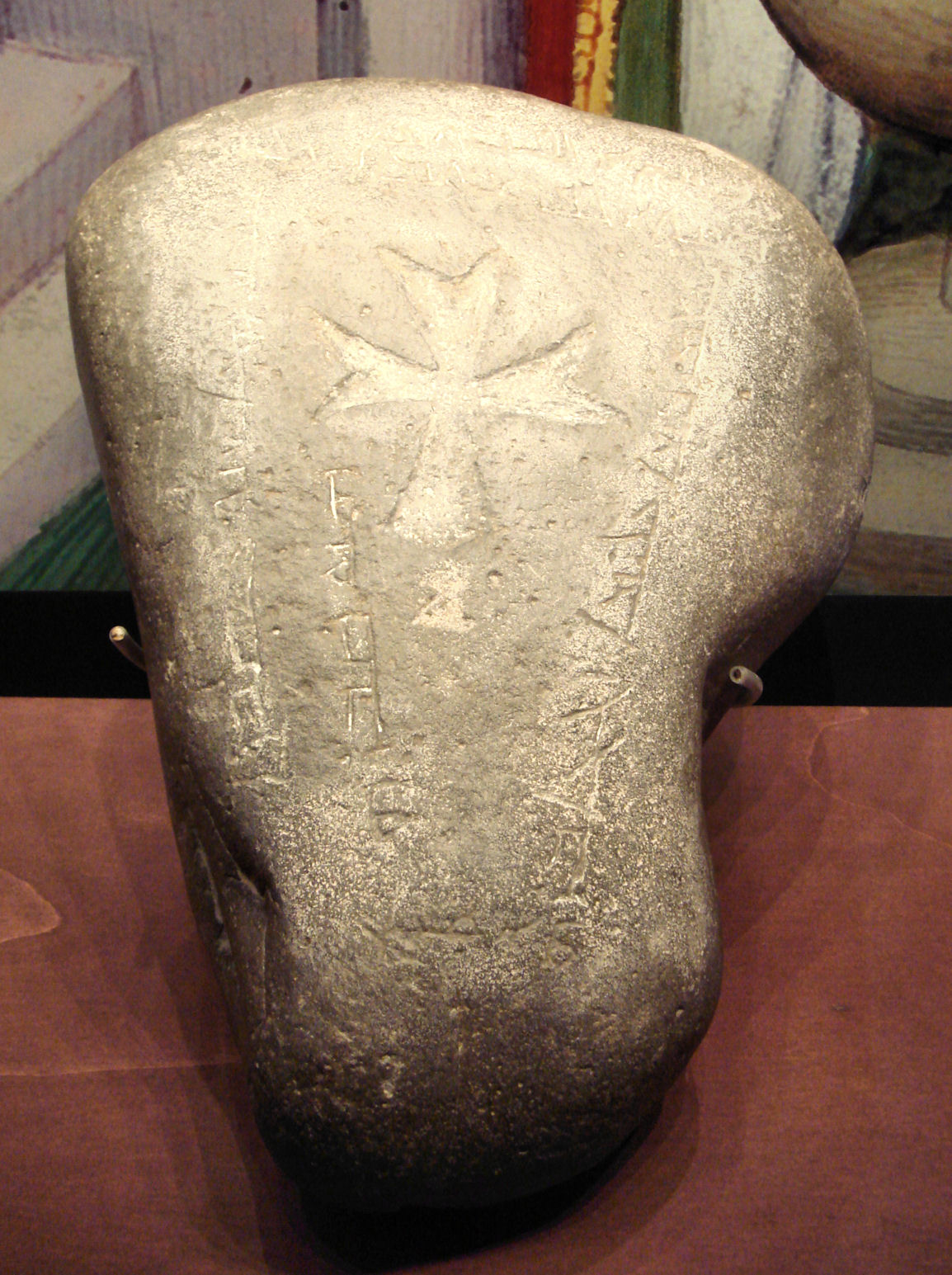
شاهد قبر نسطوري يعود لقرابة عام 1312 عُثر عليه في بحيرة «إيسيك كول».

تأثر بعض المغول بتعاليم مبشر كنيسة المشرق منذ حوالي القرن السابع، وتحول القليل منهم إلى المذهب الكاثوليكي على يد المبشر «يوحنا المونتيكورفيني» الذي أرسلته الدولة البابوية إلى تلك البلاد.
تربّى الكثير من الخانات على أيدي أمهات وأولاياء مسيحيون، على الرغم من أن الدين[ ؟ ] لم تكن له مكانة عليا أو جوهرية في الإمبراطورية المغولية. من المغول المسيحيين المعروفين: سورغاغتاني بكي، زوجة ابن جنكيز خان، ووالدة الخاقانات الكبار، مونكو،قوبلاي، هولاكو، وعريق بوكه؛ سرتاق، خان القبيلة الذهبية، دوقوز خاتون، والدة أباقا خان؛ كتبغا، قائد القوات المغولية في بلاد الشام، والذي تحالف مع الصليبين لمحاربة العرب المسلمين. كذلك كان هناك عدد من المصاهرات مع حكام غربيين، مثل زواج أباقا عام 1265 بماريا باليولوج، ابنة الإمبراطور البيزنطي ميخائيل الثامن باليولوج، كذلك فقد تزوج غيره من الخانات بنساء غربيات. حوت الإمبراطورية المغولية أراضي الكنيسة الأرثوذكسية الشرقية في روسيا والقوقاز، الكنيسة الرسولية الأرمنية في أرمينيا، وكنيسة المشرق في آسيا الوسطى وفارس.
شهد القرن الثالث عشر محاولات إبرام صفقات مع أوروبا المسيحية وكانت أول محاولة عند نشوء التحالف المغولي الفرنسي، عندما أخذ الطرفان يتبادلان السفراء والتعاون العسكري في الأراضي المقدسة حتى، حيث أرسل الإلخان أباقا وحدة عسكرية لدعم الحملة الصليبية التاسعة عام 1271، وكذلك زار الرحالة المغولي النسطوري «ربان بار صوما» بعض البلاطات الأوروبية ما بين عاميّ 1287 و1288. إلا أنه في هذا الوقت، كان الإسلام قد أخذ يتجذر في الأراضي المغولية، وبدأ البعض منهم الذي كان نصرانيّا بالأساس، باعتناق الإسلام، مثل تكودار. بعد أن تم انتخاب كاهن قوبلاي خان، «مار يابلاّها الثالث»، كاثوليكوس الكنيسة الشرقية عام 1281، أخذت الإرساليّات الكاثوليكية تتوافد على جميع العواصم المغولية.

#### الإسلام

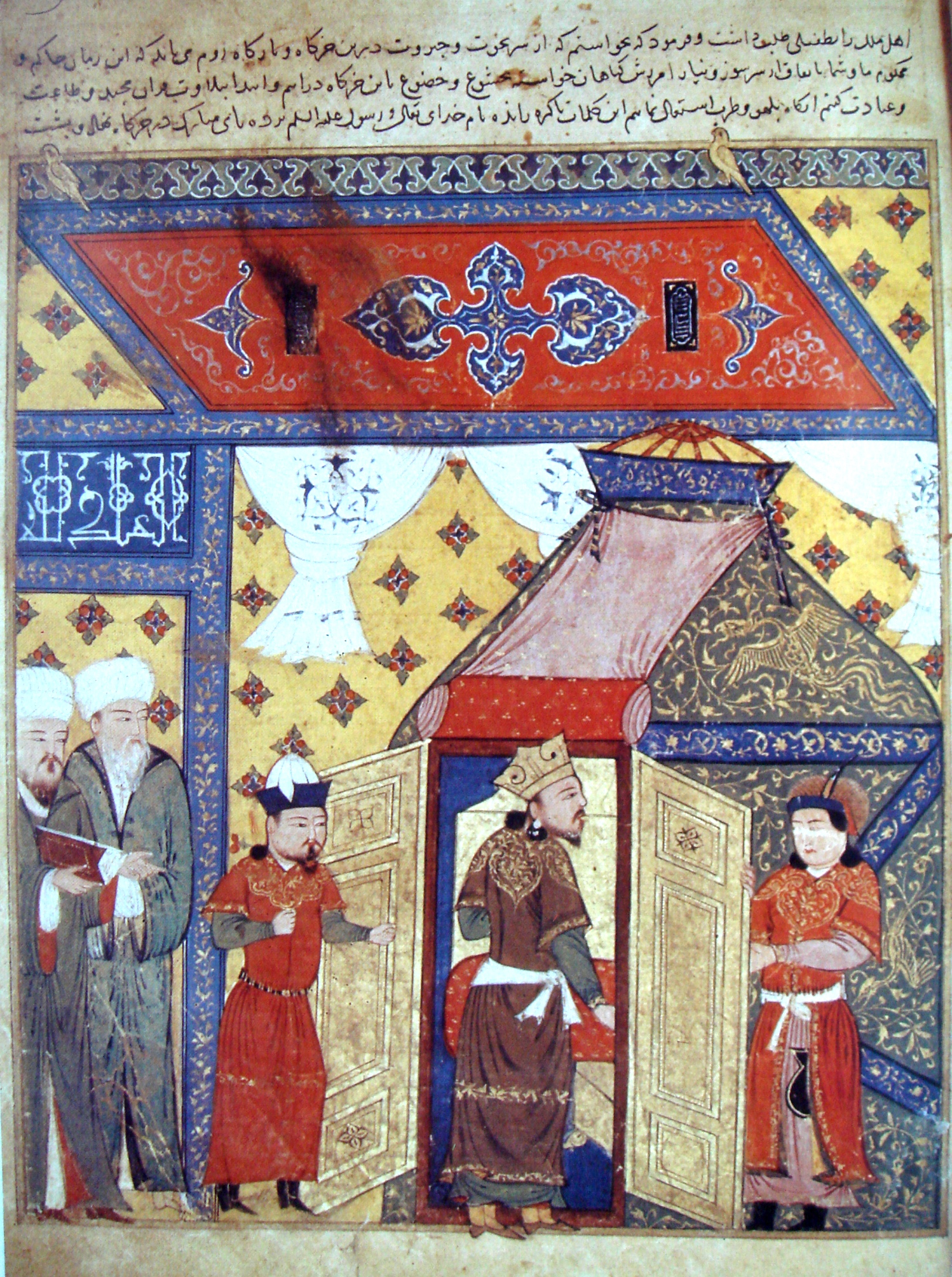
رسم فارسي يُظهر لحظة تحوّل محمود غازان من البوذية إلى الإسلام.

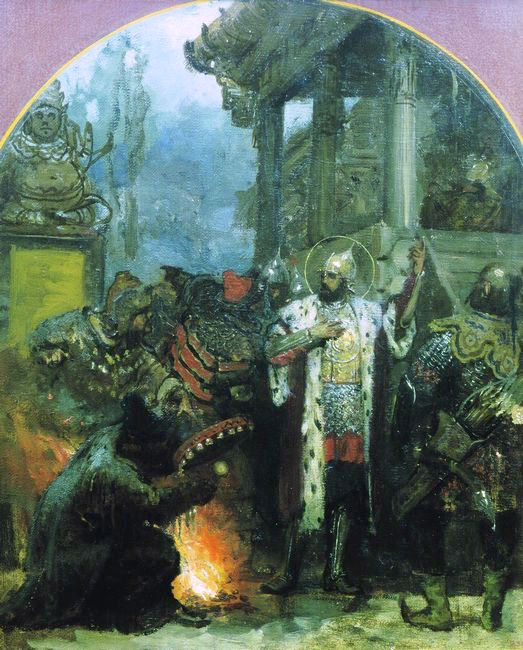
القديس "ألكسندر نفيسكي" يقف بالقرب من شامان مغولي في القبيلة الذهبية، بريشة "هنريك سميرادزكي".

كان المغول يوظفون العديد من المسلمين في مجالات مختلفة من العمل، وكثيرًا ما كانوا يأخذون بنصيحتهم فيما يتعلق بالمسائل الإدارية، فأصبح المسلمون إحدى طبقات المسؤولين المفضلة عندهم، إذ أنهم كانوا مثقفين ويجيدون التركية والمنغولية. من المغول المعروفين الذين تحولوا إلى الطائفة السنية الإسلامية: مبارك شاه حاكم خانة قيتاي، تودا منغو حاكم القبيلة الذهبية، ومحمود غازان حاكم الإلخانات. كان بركة خان، الذي حكم القبيلة الذهبية بين عاميّ 1257 و1266، أول قائد مغولي مسلم للخانات المغولية.
يُعتبر محمود غازان أول خان مسلم جعل من الإسلام الدين الرسمي للإلخانات، وتلاه السلطان محمد أوزبك حاكم القبيلة الذهبية، والذي كان يُشجع رعاياه على اعتناق الدين الجديد. استمر المغول في خانة قيتاي بنمط حياتهم المرتحل، معتنقين البوذية والأرواحية حتى عقد 1350، وعندما اعتنق القسم الغربي من الخانة الدين الإسلامي، بقي القسم الشرقي من بلاد المغول دون أسلمة حتى عهد «توغلوق تيمور خان» (1329/1330-1363)، الذي اعتنق الإسلام مع الآلاف من رعاياه.
كان هناك عدد كبير من المسلمين الأجانب في أراضي أسرة يوان، خلال عهد قوبلاي خان، على الرغم من أنها، لم تعتنق الإسلام، على العكس من الخانات الغربية. كان قوبلاي وخلفائه مطلقين حرية ممارسة الشعائر الدينية في أراضيهم، على الرغم من أن البوذية كانت هي الديانة السائدة وأكثر الأديان تأثيرا على الناس في تلك المنطقة من العالم. استمر الاتصال بين اليوانيون والدول الإسلامية في شمال أفريقيا، الهند، والشرق الأوسط، حتى منتصف القرن الرابع عشر. كان المغول يُصنفون المسلمين على أنهم من طبقة «السيمو»، أي أنهم أدنى درجة من المغول ولكن أعلى مرتبة من الصينيين. يقول عالم الإنسان «جاك وذرفورد»، أنه كان هناك أكثر من مليون مسلم يقطنون أراضي أسرة يوان.

#### الأرواحية
كانت الأرواحية، ذات الممارسة الإحيائية بالمعاني والشخصيات المختلفة، منتشرة بشكل كبير في آسيا الوسطى القديمة وسيبيريا. كان الفعل المركزي في العلاقة بين الطبيعة والإنسان يتمثل في عبادة الجنة الزرقاء الأبدية العظيمة - «السماء الزرقاء» (بالمنغولية: Хөх тэнгэр, Эрхэт мөнх тэнгэр). أظهر جنكيز خان أن قواه الروحية أكبر وأعظم من قوى أي شخص أخر، وأنه هو نفسه موصل الجنة بالأرض[ ؟ ]، وذلك بعد إعدام الشامان المنافس له المسمى «تب تنغري كوخشو».
كان بعض الخانات، مثل باتو، دوا، كيبك، وتوقطاي، يحتفظون بحشد كبير من الشامانات الرجال، الذين كانوا يقسموهم إلى «بيكيون» وغير ذلك، وكان البيكيون يُخيمون أمام قصر الخان الكبير بينما يبقى شامانات أخرون خلفه. كان الشامانات يتقدمون الجيوش المغولية ويقومون السحر[ ؟ ] متعلقة بالطقس لتحويله إلى ما يُلائم الجنود، على الرغم من المراقبات الفلكية التي كانت تتم قبل ذلك، ووجود تقويم دقيق للشهور. كان الشامانات يلعبون دورا سياسيا مهما خلف كواليس البلاط المغولي.
بقي محمود غازان يُمارس بعض طقوس الأرواحية المغولية، بعد اعتناقه الإسلام، فنسخة قانون الياسا كان يُبقيها في مكانها، كما سمح للشامانات بالبقاء في الإلخانات حيث بقوا محتفظين بنفوذهم السياسي طيلة عهده وعهد محمد أولجايتو. إلا أن ممارسة التقاليد الأرواحية المغولية القديمة، أخذت بالاضمحلال بعد وفاة أولجايتو واعتلاء حكّام للعرش يطبقون الشريعة الإسلامية بشكل كامل. زالت كل سلطة كانت للشامانات عند أسلمة الإلخانات، ولم تعد لهم أهمية تذكر، كما كان في السابق، إلا أنهم استمروا بممارسة الطقوس الدينية إلى جانب النسطوريين والكهنة البوذيين في أراضي أسرة يوان.

### النظام البريدي

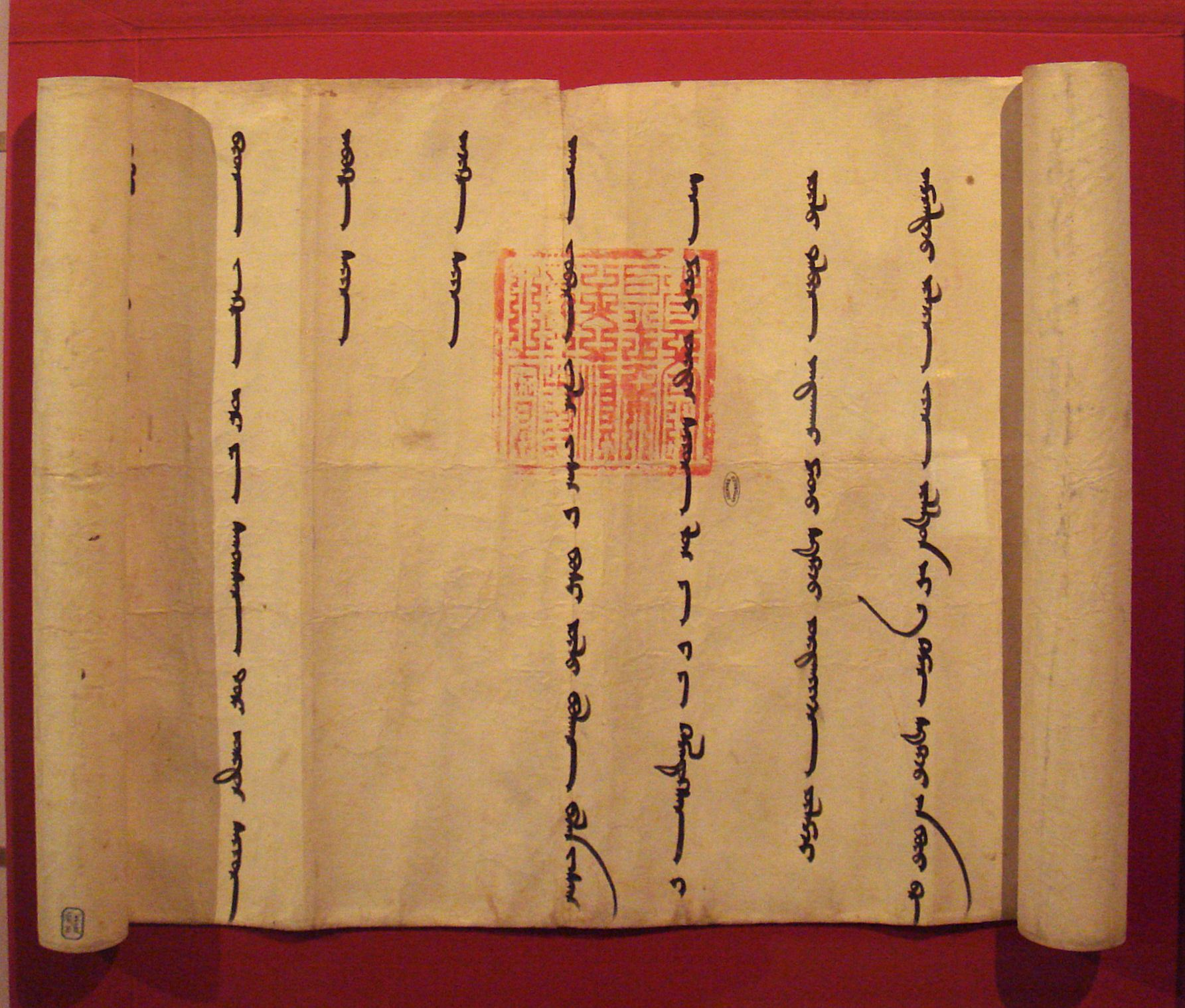
رسالة من أولجايتو إلى فيليب الرابع ملك فرنسا عام 1305.

كان النظام البريدي لدى الإمبراطورية متقدم وفعال بالنسبة لزمانهم ويسمى «اليام»، وكان السعاة مهيئين بالطعام والملابس اللازمة وأحيانا يزودون بخيل إضافية ليغطوا جميع أنحاء الإمبراطورية المترامية الأطراف. فهو يسافر لمسافة 25 ميل بالمرحلة الواحدة ومن ثم له الحرية إما أن يغير حصانه بحصان جديد ويكمل المسير أو يسلم البريد لمراسل آخر فيكمل عنه الطريق. هذا النظام استخدم لاحقا بالولايات المتحدة لفترة بسيطة ويسمى «بوني اكسبرس» (بالإنجليزية: Pony Express). كان الجوال المنغولي يسافر لمسافة 125 ميل باليوم وهذا أسرع من أسرع تسجيل للبوني اكسبرس الذي أتى بعده بحوالي 600 سنة.
يُقال بأن جنكيز خان وخليفته أوقطاي شقا العديد من الطرق، وإن إحدى الطرق التي شقها الأخير عبرت سلسة جبال ألتاي، كما قام بعد تتويجه بتنظيم شبكات الطرق وأمر خانة قيتاي والقبيلة الذهبية بوصل الطرق ببعضها في القسم الغربي من الإمبراطورية المغولية، وكي يُخفف الضغط على الأسر التي كان السعاة ينزلون عندهم للراحة، قام بإنشاء عدد من المراكز الخاصة لهذا الغرض تبعد عن بعضها 40 كم (25 ميل). كان يُسمح للأشخاص الحاملين رخصة فقط بإعادة التزود بمستلزماتهم من هذه المراكز، إلا أن أولئك الحاملين لأغراض ونوادر عسكرية، فكان يُسمح لهم باستخدام «اليام» بدون رخصة. وصل نبأ وفاة الخان الكبير من قراقورم بمنغوليا إلى جيوش باتو خان في أوروبا الوسطى، خلال 4 أو 6 أسابيع بفضل نظام اليام. منع منكو خان استغلال المغول ذوي النفوذ لهذا النظام تحقيقيا لمصالحهم الشخصية عندما تولى مقاليد الحكم.
قام قوبلاي خان، مؤسس سلالة يوان، ببناء مراكز راحة ومناوبة خاصة بالمسؤولين الكبار، وكذلك مراكز عادية. كان النظام البريدي اليواني يتألف، خلال عهد قوبلاي، من قرابة 1,400 مركز للبريد، يستخدم حوالي 50,000 حصان، 8,400 ثور[ ؟ ]، 6,700 بغل، 4,000 عربة، و 6,000 قارب، وفي منشوريا وجنوب سيبيريا، كان المغول يستعملون زحافات تجرها الكلاب لايصال البريد. ومن جهة أخرى، قام محمود غازان، حاكم الإلخانات بإعادة استعمال نظام المناوبة المتضعضع هذا، على نطاق ضيق، فأنشأ بضعة مراكز راحة وإعادة تموين، وجعل المبعوثين الإمبراطوريين فقط يتلقون المنح. كان الأمراء المتحدرين من جنكيز خان يمولون نظام المناوبة عندهم عن طريق ضريبة خاصة مفروضة على المربى. يُعرف أن بعض الخانات المغول الكبار عادوا لاستعمال نظام اليام بين عاميّ 1304 و1305.

## الاقتصاد

### النظام الإقطاعي
كان كل عضو من الأسرة الذهبية يُعيّن إقطاعيّا في قسم محدد من الإمبراطورية المغولية، تماما كما كان النبلاء المغول وعائلاتهم والمحاربين، يحصلون على قسم معين من الغنائم الحربية. في عام 1206، قدّم جنكيز خان أراض كبيرة بما عليها من مزارعين وفلاحين، لأفراد أسرته ورفاقه المخلصين، الذين كان معظمهم من أصول غير نبيلة، أما الغنائم فقد قام بتوزيعها بشكل أكثر وسعا، حيث حصلت الإمبراطورات، الأميرات، والخدم الجديرين، بالإضافة لأولاد المحظيات، على حصص كاملة من الغنائم بما فيها أسرى الحرب. بعد الغزو المغولي لشبه جزيرة القرم عام 1238، أخذت المدن الساحلية تدفع رسوما جمركية للأمراء المتحدرين من جنكيز خان، الذين اقتسموها فيما بينهم في منغوليا وفقا لتراتبية النظام الإقطاعي. كان الإلخانات في بلاد فارس والقوبلانيين في آسيا الشرقية، بوصفهم حلفاء مخلصين لبعضهم البعض، يرسلون ويتلقون رجال دين، أطباء، فنانون، باحثون، مهندسون، وإداريون، كل من إقطاعات الطرف الآخر.
بعد أن قام جنكيز خان (1206-1227) بتوزيع أراضي الرُحّل في منغوليا وشمال الصين وتقسيمها بين والدته «هولن»، أخوه الأصغر «تيموجي»، وأفراد أخرون من أسرته؛ والمقاطعات الصينية في منشوريا بين أشقائه الأخرون، قام ابنه أوقطاي بتوزيع أراض أخرى في شمال الصين، خوارزم، وبلاد ما وراء النهر، بين أفراد من القبيلة الذهبية، أصهرته، والقوّاد الكبار، وكان ذلك بين عاميّ 1232 و1236. قام الخان الكبير «مونكو» بتوزيع الاقطاعات في بلاد فارس وأعاد توزيعها في آسيا الوسطى بين عاميّ 1251 و1256. امتلك خانات قيتاي بلدتيّ «كات» و«خوارزم» في الدولة الخوارزمية، بالإضافة لبعض المدن والقرى في محافظة شانشي الصينية وفي إيران، على الرغم من أن خانتهم كانت أصغر الخانات حجما، وامتلاكهم لأراضي خاصة بهم في منغوليا. كان الإلخان الأول «هولاكو» يمتلك 25,000 أسرة من صانعي الحرير في الصين، أودية في التبت، بالإضافة لعدد من المراعي، الحيوانات، والرجال، في منغوليا؛ وقد قام محمود غازان، المتحدر من سلالته، بإرسال مبعوثين يحملون هدايا قيمة إلى تيمور خان، حاكم أراضي أسرة يوان، مطالبا بالحصص التي كانت مخصصة لجده الكبير من تلك المنطقة منذ زمن، وكان هذا عام 1298، ويُقال أن غازان تلقى الحصص التي طلبها، والتي كانت من حقه، بعد أن توقفت عن الوصول إلى فارس منذ عهد مونكو خان.
كان الإقطاعيون من المغول وغير المغول يُطالبون عمّالهم وفلاحيهم بعائدات مفرطة للغاية، ولا يدفعون أية ضرائب بالمقابل. وبناءً على اقتراح الوزير القيتايي العبقري «يلو شوكاي»، سمح أوقطاي خان للنبلاء بتعيين محصلي ضرائب وقضاة تابعين لاقطاعاتهم، لكي يقوموا بنفسهم بتحصيل الضريبة دون إذن من الخان الكبير، بدلا من تقوم الدولة بتحصيلها بشكل مباشر. قام كل من جويوك ومونكو بتقييد الحكم الذاتي للإقطاعات بعد وفاة أوقطاي، أما قوبلاي خان، فقد سار على خطى سلفه وتشريعاته إلى حد ما. منع محمود غازان الإقطاعيين في الإلخانات من إساءة استعمال سلطتهم، كما قام عضو المجلس اليواني «تيمودر» بتقييد حقوق النبلاء في الصين ومنغوليا. ألغى خليفة قوبلاي، تيمور، إدارات صهر ملك أسرة غوريو الكوري «شانغنيول»، التي بلغ عددها 358 إدارة وتسببت بضغط مالي على الشعب الكوري، على الرغم من أن تلك البلاد تمتعت بالحكم الذاتي ولم تكن تحت الحكم المباشر للمغول.
تضرر النظام الإقطاعي بشكل كبير خلال الحرب الأهلية بالإمبراطورية المغولية التي امتدت بين عاميّ 1260 و1304، إلا أن النظام بقي مستمرا لبعد هذه الفترة على الرغم من ذلك، فقد سمح أباقا حاكم الإلخانات لمونكو تيمور حاكم القبيلة الذهبية، أن يقوم بجباية أرباح مصانع الحرير بشمال بلاد فارس عام 1270، كما قام «برقة»، حاكم خانة قيتاي، بإرسال وزيره المسلم إلى الإلخانات ليتفقد أحوال إقطاعاته هناك ظاهريّا، عام 1269، إلا أن مهمته الأساسية كانت التجسس على تلك الخانة. عاد النظام الإقطاعي ليتعافى بعد أن أبرم المغول معاهدة السلام مع بعضهم عام 1304. خلال عهد «جاياتو خان»، تلقى البلاط اليواني ثلث أرباح الزراعة والصناعة والتجارة من المدن والأراضي الموجودة ببلاد ما وراء النهر الخاضعة لحكم الخانات القيتايين، بينما تلقى النخبة من هؤلاء، مثل «إلجيقطاي»، «دوا تيمور» و«تارماشيرين خان»، هدايا قيمة ومشاركة لأسرة يوان في رعاية المعابد البوذية. حصل جاياتو خان على بعض الأسرى الروس من أمير قيتاي «غانشي» كذلك الأمر، كما حصلت زوجة قوبلاي الخان المستقبلية في ذلك الحين، على خادمها «أحمد فنكاتي» من وادي فرغانة بإيران، قبل أن تتزوج. في عام 1326 عادت القبيلة الذهبية لترسل الجزية إلى خانات أسرة يوان العظام مجددا، وبحلول عام 1339، كان محمد أوزبك يتلقى سنويًا 24 ألف دينغ بالعملة الورقية، من إقطاعييه الصينين في مقاطعات شانشي، شيلي، وخونان. يقول المؤرخ «هـ هـ هاورث» أن مبعوث أوزبك كان يُطالب بحصص زعيمه من البلاط اليواني، مركز العالم المغولي، كي يتمكن الأخير من إنشاء مراكز بريد جديدة، وكان ذلك عام 1336، ولم يتوقف هذا الأمر إلا عندما تفككت الدولة المغولية وتحللت، بعد أن أخذ الخلفاء يتقاتلون فيما بينهم وأخذت الخانات المغولية تثور وتنفصل الواحدة تلو الأخرى.

### العملة
| إمبراطورية المغول | أنتم تستخدمون الناس في العبودية. والناس لم يولدوا ليكونوا عبيدا. لهذا، دعوني أصنع لكم شيئا يُدعى "المال". استخدموا المال ليكون عبدا لكم. | إمبراطورية المغول |
| — جنكيز خان       | |                   |

أذن جنكيز خان قبل وفاته عام 1227، باستخدام العملة الورقية، التي كانت مدعومة بالعديد من أنواع المعادن الثمينة والحرير. استخدم المغول السبائك الفضية الصينية كعملة موحدة للحساب العام، بينما قاموا بتعميم العملة الورقية في الصين والعملة المعدنية في المناطق الغربية من الإمبراطورية، مثل أراضي القبيلة الذهبية وخانة قيتاي. أصدرت الحكومة المغولية في عهد أوقطاي خان، نقدا ورقيا مدعما باحتياطي الحرير، كما أسست إدارة مسؤولة عن إتلاف الوحدات القديمة منها. أنشأ مونكو خان عام 1253 إدارة مسؤولة عن الشؤون النقدية لتتحكم بإصدار العملة الورقية، وذلك كي يُلغي مسألة الإصدار الزائد الت كان يقوم بها النبلاء المغول وغير المغول منذ عهد الخان الكبير أوقطاي. أدت هذه السياسة إلى إنشاء قياس موحد للعملة، مبني على السوخي أو السبائك الذهبية، إلا أن المغول سمحوا لرعاياهم بصك عملتهم الخاصة في الولايات المختلفة، واستخدام نفس وحدات القياس التي كانوا يستخدمونها تقليديّا. خلال عهد أوقطاي، جويوك، ومونكو، ارتفعت نسبة ضرب العملات المعدنية بالذهب والفضة في آسيا الوسطى، وبالنحاس والفضة بالقوقاز، إيران، وجنوب روسيا.
أصدرت أسرة يوان، أثناء عهد قوبلاي خان، عملة ورقية مدعومة بالفضة بالإضافة لنقود معدنية نحاسية. كتب ماركو بولو يقول أن العملة في ذلك العهد كانت تُصنع من لحاء شجر التوت[ ؟ ]. ساعد توحيد العملة الورقية بلاط يوان على جباية الضرائب بصورة نقدية وتقليص عبئ التكاليف الضريبية على البضائع، كما حدث في عهد مونكو خان، إلا أن سكان الغابات في منشوريا وسيبيريا استمروا بدفع ضرائبهم للمغول بضائعا أو سلعا معينة. استخدمت عملة «الكاو» في أراضي أسرة يوان فقط، وقد حاول الإلخان «غايخاتو» أن يُصدر عملة خاصة بأراضيه أيضا بالشرق الأوسط عام 1294، تيمنا باليوانيين، إلا أنه فشل بهذا. كان حكام القبيلة الذهبية، خانة قيتاي، والإلخانات يضربون عملاتهم الخاصة بالذهب، الفضة، والنحاس. مكّنت إصلاحات محمود غازان المالية الخانات بإصدار نقد موحد مبني على نظام المعدنين في الإلخانات. قام خان قيتاي «كيبك» بتجديد سك النقود المعدنية المدعومة باحتياطي الفضة وأنشأ نظاما نقديّا موحدا في جميع أنحاء أراضيه.

### شبكات التجارة

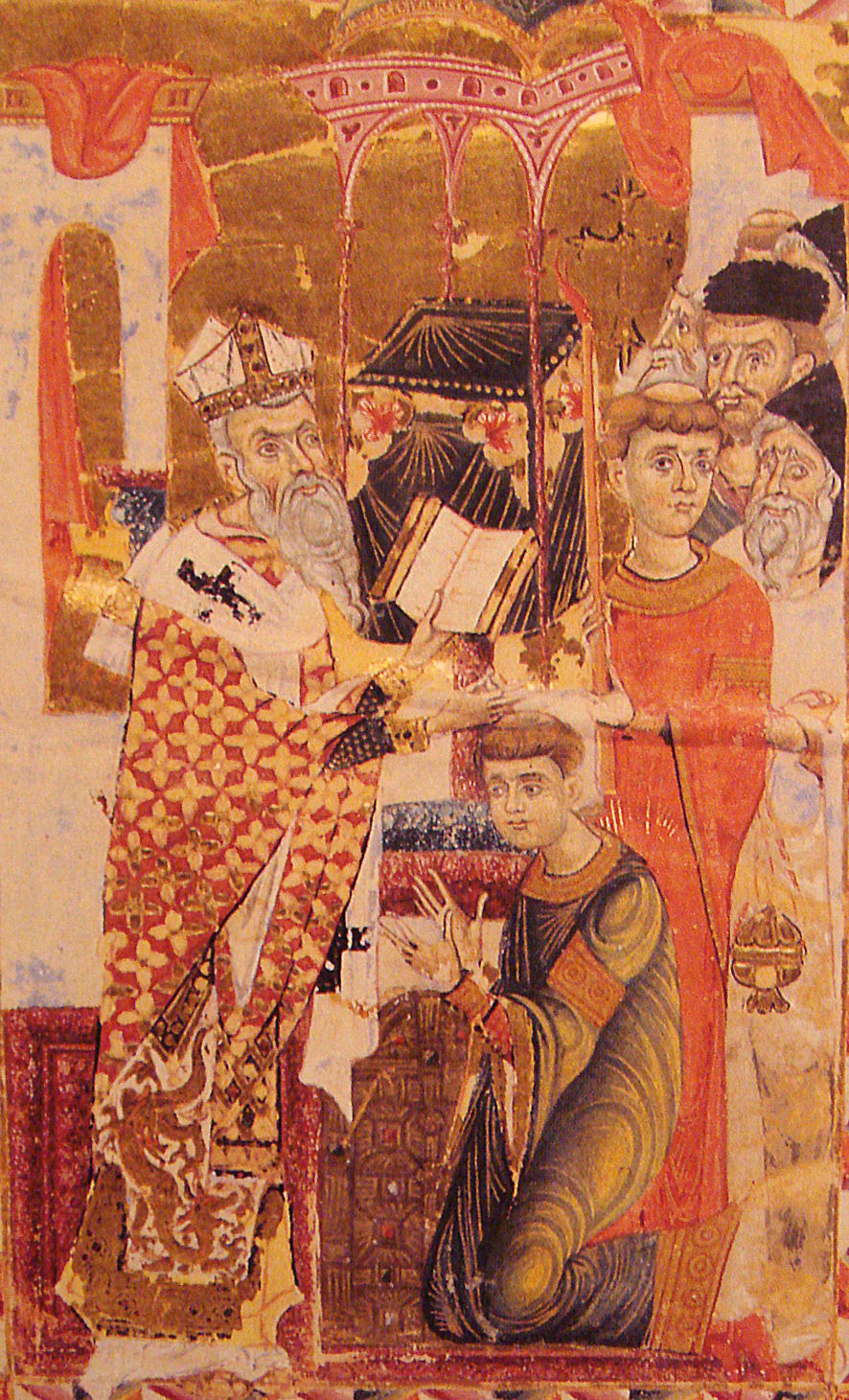
رسم من عام 1287 للأسقف يوحنا القيليقي بأرمينيا، وهو يرتدي ثوبا يظهر عليه تنينا صينيّا، وهذا دليل على التجارة المزدهرة التي كانت سائدة آنذاك في الإمبراطورية المغولية خلال عهد قوبلاي خان (1260-1294).

احترم المغول التجارة والعلاقات التجارية مع القوى الصناعية المجاورة، واستمرت تلك السياسة خلال الغزوات والتوسع بدولتهم. معظم التجار والسفراء لهم ترخيص خاص ووثائق للسفر للعبور خلال المملكة مع الحماية المطلوبة، وقد ازدادت التجارة البرية بشدة خلال القرنين الثالث عشر والرابع عشر، وازداد التجار الأوروبيين بالمئات وربما الآلاف بالعبور من أوروبا إلى بلاد الصين البعيدة، ولكن لم يعرف منهم إلا ماركو بولو الذي كون علاقات بكثرة أسفاره وعرف الطرق المؤدية من حوض البحر الأبيض المتوسط إلى الصين. بالنسبة للتجارة البحرية فالمغول كانوا قليلي الاهتمام بها.
كان جنكيز خان يشجع التجار الأجانب على المرور في أراضيه قبل أن يوحد قبائل المغول، حيث أنهم كانوا يفيدونه بمعلومات عن الحضارات والثقافات المجاورة، ويلعبون دور الدبلوماسيين والتجار الرسميين لإمبراطوريته، حيث كان جنكيز خان وأسرته يزودوهم برؤوس الأموال ويرسلوهم إلى خوارزم، ومنذ ذلك الوقت، حتى أخذت هذه «التجارة المشتركة» تزدهر، واستمرت على هذا المنوال تحت حكم أوقطاي وجويوك. كان التجار يزودون القصور الملكية بالملابس، الطعام، وغير ذلك من المؤن، وقام الخانات بالمقابل بإعفائهم من الضرائب وسمحوا لهم باستخدام مراكز إعادة التموين والراحة عبر أنحاء الإمبراطورية، وكان التجار أيضا يجمعون الضرائب للخان الكبير في الصين، إيران، وروسيا، وبحال تعرّض أي تاجر للسرقة من قبل قاطعي الطرق، فإن الخان كان يُعوض عليه خسارته من الخزينة الملكية. أصدر الخانات الكبار وشركائهم من التجار (المسلمين والأويغور إجمالا) ضربية فضية بمعدل فائدة غير ثابت كذلك الأمر. حاول مونكو خان أن يحد من استغلال الخانات وشركائهم للتجارة، بسبب انتشار غسيل الأموال وفرض ضرائب باهظة على اليام، فأمر بالإشراف على التجار، ثم فرض عليهم جميعا أن يدفعوا ضرائب تجارية وملكية. كان مونكو أيضا يدفع جميع الكمبيالات المسحوبة الخاصة بنخبة المغول، إلى التجار. استمر تطبيق سياسة مونكو خان في عهد أسرة يوان وعلى أراضيهم، أما هولاكو وولده أباقا من بعده فقد رفضوا ان يتدخل المسؤولين العاملين تحت إمرتهم بعلاقتهم مع التجار من الشرق الأوسط. كان بلاط الإمبراطورية المغولية يُشجع التجار، سواء كانوا صينيين، هنود، فرس[ ؟ ]، من آسيا الوسطى، أو بائعون هانزيون، على التجارة بداخل أراضي جميع الخانات. وفي عام 1267، منح مونكو تيمور التجار الجنويين والبندقيين حقا حصريا باستلام أسواق مدينة كفّا وأزوف، كما سمحت القبيلة الذهبية للتجار الألمان بالتجارة في جميع أنحاء أراضيها، بما فيها الإمارات الروسية في عقد 1270.
إنهار اقتصاد الإمبراطورية المغولية في أواخر القرن الرابع عشر، بسبب تفككها سياسيّا والإجهاد الذي تعرضت له أوروبا وآسيا بعدما ضربتهما عدّة موجات من الموت الأسود، فأصبح المرور عبر منغوليا أكثر خطورة بكثير عما كان عليه في السابق - كما كان الحال في آسيا الوسطى قبل توحيدها على أيدي المغول، وبالتالي، فقد اختار الكثير من التجار طرق بديلة للوصول إلى الجنوب.

## مناطق نجت من الغزو المنغولي
هناك خمس مناطق بالعالم نجت من الغزو المنغولي وهي الهند الصينية جنوب آسيا اليابان وأوروبا الغربية والمنطقة العربية، وأهم مدينتين نجتا مع أنهما كانا على شفا حفرة من التدمير هما فيينا والقدس التي نجت كليهما بسبب موت الخان العظيم، مما أدى إلى سحب معظم الجيوش المرابطة إلى العاصمة قراقورم.

### أوروبا الغربية
حينما تمدد المغول داخل بولندا وظهر التهديد الخطير للنمسا بدا إنه لن يستطيعوا دخول أوروبا أكثر من ذلك، السبب الرئيسي حسب تحليلات المفسرين هو أنه خلال عمليات استطلاع للمغول داخل النمسا استعدادا لغزوها وصلتهم الأنباء بموت الإمبراطور أوقطاي خان بتاريخ 11 ديسمبر 1241. وحسب الأعراف المنغولية يجب على جميع القادة والزعماء التوجه إلى العاصمة قراقورم لاختيار خليفة للخان، كان الاعتقاد العام في أوروبا إن التوقف كان مؤقتا ولكن يبدو أن الخان الجديد كان له نظرة أخرى، حيث أنه وجه اهتمامه باتجاه الصين ولم يرد التمدد على أوروبا. نجاح خطط سوبوتاي العسكرية المطبقة بأوروبا بشكل مدمر جعلت الإمبراطور جويوك خان يعيد تعيينه لقيادة الجيوش التي على الحدود الصينية.
قوة وتأثير الجيوش الصينية المنتشرة كان شبه مدمر للمغول في حصارهم للمدن، فضلا عن التكتيكات كالتي طبقت في معركة موهي ضد المجريون لايمكنها التطبيق هنا بدون قائد فذ أو السلاح المطلوب وهنا كان اختيار سوبوتاي خان لقيادة الجيوش الشبه متعثرة بالصين. الغزوات المتكررة للقائد المغولي نوكاي خان بن باؤل بن جوشي بن جنكيز خان في أعوام 1284، 1285، و1287، وإن كانت أكثر وحشية ودموية وتحمل سوء نية للمدن الأوروبية الغير محصنة إلا أنها لم تكن مثل نجاح سلفه سوبوتاي خان في اجتياح أوروبا.
ظهر جليا أن النية لدى المغول هي اجتياح الصين وأخذها خاصة بعد موت مونكو خان سنة 1259 ولذلك تم سحب الكثير من الوحدات العسكرية من الجبهة الغربية لدخول البوابة الجد الصعبة باجتياحهم مملكة سونج الصينية، بالواقع تلك الحرب المنغولية الصينية كانت من أكثر الحروب كلفة وخسائر بالأرواح بتاريخ الدولتين واستمرت قرابة 65 سنة.
الإجابة الواقعية لسبب توقف المغول بعد معركة موهي وتحطيمهم الجيش المجري هو عدم رغبتهم للذهاب أبعد من ذلك، فباتو خان قد كون مملكته في روسيا وأمنها لعشر أجيال لاحقة، وعند موت الخان رجع بسرعة إلى العاصمة ليطالب بالحكم، مما سبب بتدهور العلاقة مع ابن عمه جيوك خان ووصلت إلى مرحلة النزاع المسلح بينهما، بعد عام 1260 لم يستطع المغول توحيد جيوشهم للتوجه لأوروبا أو مصر، فباتو خان كان يخطط للوصول للمحيط أطلسي أو بحر الظلمات ولكنه مات عام 1255 وورث ابنه حكم القبيلة الذهبية ولكن لم يدم طويلا حتى مات ثم أتى بركة خان أخو باتو خان فقضى أكثر وقته بقتال ابن عمه هولاكو فهدأت الأحوال بأوروبا بعد ذلك.

### الهند الصينية واليابان
فيتنام منطقة لم يدخلها المغول بالمرة، بل وحاولوا غزوها ثلاث مرات وبكل مرة كان يتلقون هزيمة قاسية من الفيتناميين بالأعوام 1257، 1285، 1287\1288. اليابانيون أيضا صدوا حملات عسكرية ضخمة بالأعوام 1274 و1281 حيث كان حاكم اليابان «هوجو توكيمون» يُعيد مبعوثي المغول بدون إجابة في الكاماكورا وحتى لم يكن يسمح لهم بدخول اليابان، فأرسل قوبلاي خان أول حملة ففشلت بسبب العواصف والمقاومة الشرسة التي أبداها الساموراي، فأرسل مبعوثين للحاكم فقتلهم، ثم أرسل مرة أخرى فقتلهم أيضًا، فأرسل المغول أسطول لكنه لم يكن مؤهلا لمواجهة العواصف التي تمر ببحر اليابان مماتسبب بغرق أغلب سفنه عندما واجه إعصارا وموت الكثير من جند المغول. لكن ذلك لم يكن يثني الإمبراطور للمحاولة لغزو اليابان وحتى فيتنام وكانت النتائج كما هي: المقاومة الشرسة واندحار جيوشه باليابان وتمنّع فيتنام.

### جنوب آسيا
استطاع الهنود دحر المغول الغزاة بذلك الوقت، عندما كانت سلطنة دلهي تحكم شمال الهند، وبالرغم من مفاجئة المغول للبنجاب[ ؟ ] ودخولهم لها ثم التوجه صوب دلهي عاصمة السلطنة ولكنها لم تكن محاولة ناجحة فالسلطان غياث الدين بلبن وهو من سلاطين مماليك الهند استطاع أن يبقيهم بجوار الخليج وأعادهم منهزمين. المؤرخ «جون كاي» أرجع انتصار الهنود إلى المقدرة والمزاوجة بين كتيبة الفيلة ومقدرة فرسان آسيا الوسطى على المناورة وسرعة الحركة وكانوا تحت إمرة الحاكم. من عجائب القدر أن المغول عادوا بعد 300 سنة بقيادة بابر التيموري الذي يرجع بسلالته إلى جنكيز خان من جهة أمه واحتلوا شمال الهند وأسسوا امبرطورية المغول بالهند. يُلاحظ أن التضاريس الصعبة والحواجز الطبيعية التي داهمت المغول بغزوهم الهند هي نفسها التي أصابتهم باليابان ومنعتهم من تكرار المحاولة ولعبت دورا للمساعدة المطلوبة ضد المغول.

### المنطقة العربية
آخر منطقة قاومت المغول كانت الشام، عندما نجح المماليك في ابعاد المغول عنها وبدعم من بركة خان (وهو مسلم) الذي تحالف معهم بعد أن أثار ابن عمه هولاكو غضبه بتدميره بغداد، وقد أرسل إلى الخان العظيم أن يطلب هولاكو للمحاسبة على قتله للخليفة العباسي وذبح أهلها المسلمين. وقد كانت حربا شرسة بينهما، وما أن انتصر المماليك على المغول بعين جالوت سنة 1260 حتى اعتبرت تلك الفترة نهاية للمد المغولي في المنطقة العربية.

## التقسيم السياسي والدول التابعة

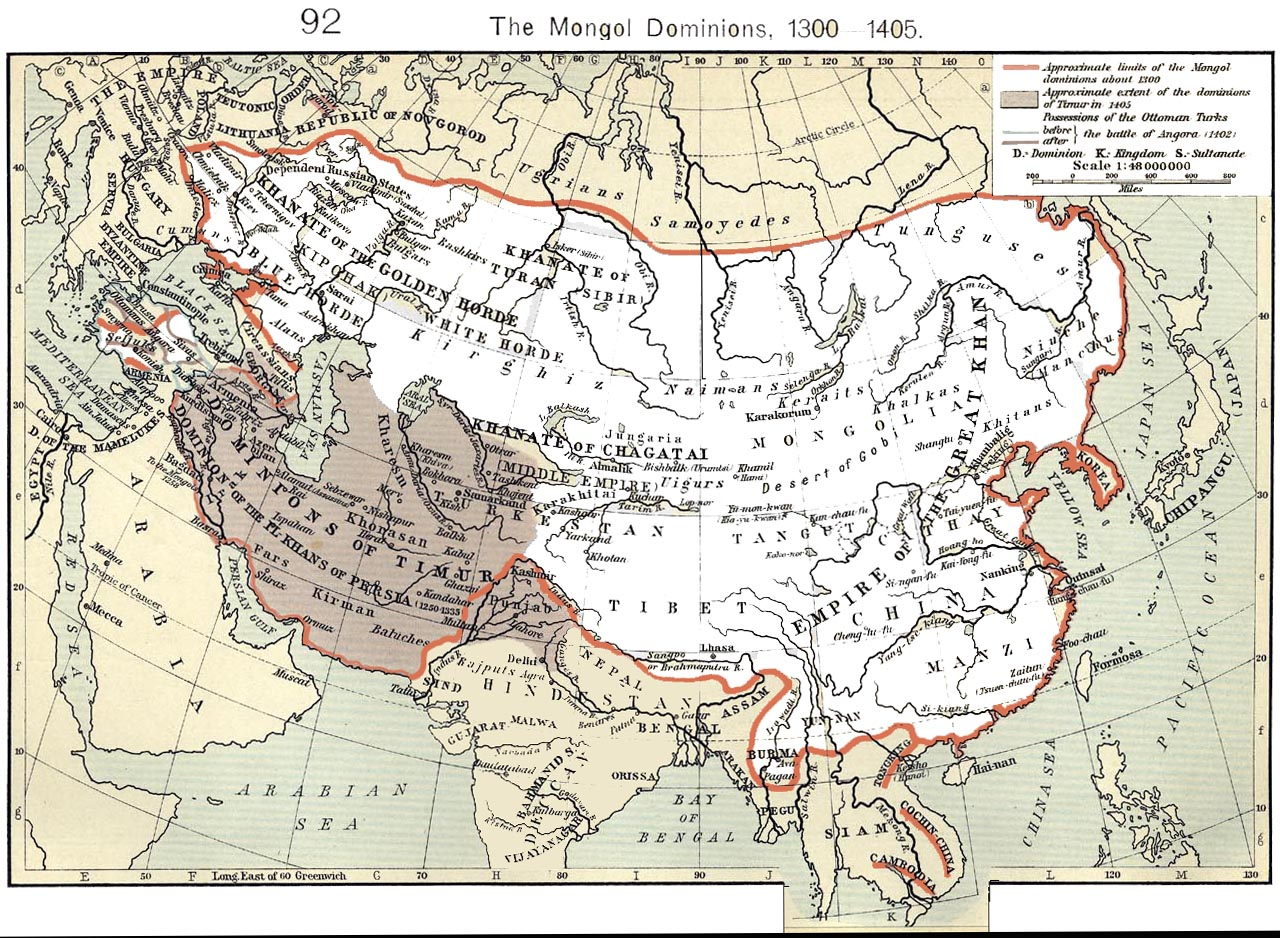
الإمبراطورية المغولية قرابة عام 1300. المنطقة الرمادية هي المناطق التي أصبحت فيما بعد الإمبراطورية التيمورية.

كانت إمبراطورية المغول في عهدها الأول تتألف من 5 مناطق أساسية، فبالإضافة لإقطاعات الخانات، كان الإمبراطورية تشمل المناطق التالية:
- منغوليا، جنوب سيبيريا، ومنشوريا، التابعة لقراقورم.
- شمال الصين والتبت، التابعة لمقاطعة «يانجينغ».
- الدولة الخوارزمية، بلاد ما وراء النهر، وواحات صحراء «هامي»، التابعة لمقاطعة بشبالق.
- بلاد فارس، جورجيا، أرمينيا، قيليقية، وتركيا السلجوقية، التابعة لمقاطعة جيحون[ ؟ ].
- أراضي القبيلة الذهبية. يقول الباحثان الروسيان «أ.ب غريغورف» و«أ.ب فرولوفا»، أن الأمراء المتحدرين من سلالة جنكيز خان كانوا يمتلكون 10 مقاطعات: 1. خوارزم، 2. دشتي قبشاك، 3. خزاريا، 4. شبه جزيرة القرم، 5. ضفاف أزوف، 6. بلاد الشركس، 7. بلاد البلغار، 8. لشا، 9. ألانيا، 10. أراض روسيّة.[143]

عندما كان جنكيز خان يقوم بغزواته على آسيا الوسطى، حاول أحد قواده الموثوقين، والمدعى «موقالي» (1170-1223)، أن يُنشأ عدد من المحافظات، كما أنشأ بضعة فروع للإدارات الخاصة بتولي شؤون الدولة، إلا أن أوقطاي خان عاد وألغاهم وقام بتقسيم شمال الصين إلى 10 مقاطعات بناءً على اقتراح وزيره الكونفشيوسي «يلو شوكاي»، كما قام بتقسيم الإمبراطورية إلى بضعة إدارات مثل إدارة بشبالق ويانجينغ، وأبقى منغوليا، جنوب سيبيريا، ومنشوريا تابعة لقراقورم إداريّا، وفي أواخر عهده تم إنشاء إدارة جيحون[ ؟ ]. أعيد تسمية هذه الإدارات لتصبح «الفروع الإدارية» خلال عهد مونكو خان.
قام قوبلاي خان، مؤسس أسرة يوان، بتعديلات جذرية على المقاطعات والمحافظات التي وجدت منذ أيام أجداده، فأنشأ سلالة يوان عام 1271، واتخذ لقب إمبراطور الصين، وعندما تغلبت قواته على أسرة سونغ الجنوبية واحتلت جنوب البلاد، حتى خلع على نفسه لقب إمبراطور كل الصين، لكنه بالمقابل كان قد فقد السيطرة على الخانات الغربية. تمّ تقسيم أراضي أسرة يوان إلى عدد من المناطق بعد وفاة قوبلاي خان.

### الدول التابعة ودافعة الجزية
كانت إمبراطورية المغول تشمل في أقصى اتساعها: منغوليا، الصين، أجزاء من بورما، رومانيا، باكستان، معظم أو جميع أنحاء روسيا، سيبيريا، أوكرانيا، بيلاروسيا، قيليقية، الأناضول، كوريا، جورجيا، أرمينيا، بلاد فارس، العراق، وآسيا الوسطى. وفي ذلك الحين أصبح الكثير من الدول تابعا للإمبراطورية بشكل اسمي أو واقعي، على الرغم من عدم احتلاله، أو دافع للجزية.

#### الدول الأوروبية دافعة الجزية
- دوقيّة ليتوانيا العظمى: كانت هذه الدوقية تابعة للمغول اسميّا فقط، إلا أنهم عادوا وغزوا المناطق الجنوبية منها عام 1241 تحت قيادة الجنرالين «أوردا» و«بورونداي»، وفي عام 1259، نجح «نوغاي خان» زعيم القبيلة الذهبية، و«فاتسواف ياغيلو»، دوق لتوانيا الأكبر وملك بولندا، نجحا بإضعاف «توختاميش»، أخر خانات القبيلة البيضاء، وخلعه من منصبه كالحاكم الأعلى عام 1382، بعد أن زالت أسرة يوان عام 1368. كان مغول القبيلة الذهبية ينظرون دوما إلى الليتوانيين على أنهم من رعاياهم، حيث طالب «توختاميش» الملك الليتواني بأن يجمع الضرائب ليستطيع تمويل حملته على التيموريون.[144]
- عدد من الولايات والمقاطعات الروسية، بما فيها جمهورية نوفغورود، بسكوف، وسمولينسك.[111] لم يستطع باتو خان أن يصل للجزء الشمالي من روسيا عام 1239 بسبب وجود العديد من المستنقعات المحيطة ببعض المدن مثل نوفغورد وبسكوف، ولكن ديبلوماسية الأمير ألكسندر نيافسكي، تهديدات المغول، وغزو الفرسان التيوتونيين، أجبرت نوفغورد، وبسكوف لاحقا، على الخضوع للمغول. في عام 1274، خضعت أخر الإمارات الروسية لمونكو تيمور.
- الإمبراطورية البلغارية الثانية:[145] حاول البلغار تحت قيادة الإمبراطور «إيفان أسين»، أن يتخلصوا من الحكم المغولي بعد انتهاء غزو المغول لأوروبا، لكن غارات «قادان خان» المستمرة على بلغاريا أثناء تراجعه من أوروبا الوسطى، أقنعت الإمبراطور الشاب، «كاليمان الأول» بدفع الجزية والقبول بسلطان المغول عليه. يُفيد خطاب «بيلا الرابع» ملك المجر، إلى البابا في عام 1254، أن البلغار كانوا لا يزالون يدفعون الجزية للمغول في ذلك الوقت.
- مملكة صربيا:[145] أطلق الملك الصربي «ستيفان ميلوتين» حملة عسكرية عام 1288، ليُخضع اثنين من النبلاء البلغار في شمال شرق صربيا، إلا أنهما كانا تابعين لأمير بلدة فيدين البلغاري «ميخائيل أسين»، فهاجم الأخير الملك الصربي لكنه هُزم أمامه، فهاجم ميلوتين بلدة فيدين ونهبها وخرّبها. أثارت هذه الحادثة غضب «نوغاي خان» الحاكم المفروض على القبيلة الذهبية، بما أن أسين كان خاضعا له، فهدد الملك الصربي بمعاقبته على وقاحته، ولكنه عاد وغيّر رأيه عندما أرسل له الأخير بعض الهدايا والرهائن، الذي كان بينهم ابنه نفسه، والذي استطاع الهروب عائدا إلى صربيا بعد وفاة نوغاي خان عام 1299.

#### دول جنوب شرق آسيا دافعة الجزية
- داي فييت (فيتنام):[146] غزت الجيوش المغولية أراضي أسرة تران الفيتنامية عام 1257، بعد أن قام الفيتناميون بالقبض على مبعوثين مغول تمّ إرسالهم إلى تلك البلاد للبحث عن طريق إلى جنوب الصين. هزم المغول الجنود الذين تجمعوا للدفاع عن المدن وذبحوا سكان العاصمة «ثانغ لونغ» (هانوي)، فوافق الملك «ثان تونغ» على أن يدفع الجزية لمونكو خان كي يُنجي بلاده من الدمار. تدهورت العلاقة بين الإمبراطورية المغولية وفيتنام بعد أن طالب قوبلاي خان بخضوع هذه الأسرة الكامل، وكان هذا عام 1264.[147] وبعد سلسلة من الغزوات ما بين عاميّ 1278 و1288، خضع ملك داي فييت لسيادة المغول، وفي ذلك الوقت كان كلا من الطرفين قد عانى من خسائر فادحة بسبب الحروب الكبيرة غير الناجحة التي خاضوها مع بعضهم.
- مملكة تشامبا:[146] على الرغم من أن الملك «في إندراورمان» عبّر عن رغبته بقبول حكم أسرة يوان عام 1278، فإن أبنائه وأتباعه رفضوا هذا الخضوع تماما. خسر المغول معاركهم في تلك البلاد، وقُتل قائدهم فيها، إلا أنهم عادوا وهزموا جيش المملكة في عدد من المعارك المفتوحة عام 1283. أخذ ملك تشامبا يُرسل الهدايا إلى المغول بعد سنتين من هذه الحادثة، كي لا يغزوا هؤلاء بلاده.
- الإمبراطورية الخميرية:[146] أعدم أحد الملوك الخمير مبعوثا مغوليا عام 1278، فتم إرسال مبوث ثاني في الوقت الذي كان فيه اليوانيون يحاصرون حصون تشامبا، ليُطالب بخضوع الإمبراطورية التام، ولكنه وضع في السجن، فأرسل الخان الكبير 100 خيّال مغولي إلى الخميريون، إلا أنهم وقعوا في فخ كان الأخيرون قد نصبوه لهم، وقُضي عليهم. طلب الملك الخميري عفوا من قوبلاي خان بعد هذه الحادثة، على الرغم من كل ما سبق، وأرسل له الهدايا عام 1285، خوفا من أن يُرسل عليه حملة أكبر بعد أن استشاط غضبا.
- مملكة سوخوتاي وشيانغماي أو  تياو: عندما أرسل قوبلاي خان قواتا مغولية لحماية تابعيه في بورما، رضخت بعض الولايات التايلندية، بما فيها سوخوتاي وتياو للهيمنة المغولية. قام الملك التايلندي «رام خاميانغ» وغيره من الملوك التايلنديون والخمير، بزيارة البلاط اليواني عدّة مرات لتقديم احترامهم وإخلاصهم للخان الكبير.[148]

#### دول الشرق الأوسط دافعة الجزية
- إمارة أنطاكية وإمارة طرابلس:[149] كانت هذه الدول الصليبية الصغيرة تدفع الجزية السنوية للمغول طيلة سنين عديدة، وكانت علاقة المغول بفرنجة أنطاكية[ ؟ ] وغيرها عبارة عن علاقة السيد الأعلى بتابعه. فقد المغول تابعيهم وحلفائهم الفرنجة عام 1268 عندما سقطت أنطاكية بأيدي المماليك، وعام 1289 عندما سقطت طرابلس.
- إمبراطورية طرابزون: هُزم السلاجقة والقوات العسكرية الطرابزونية على يد المغول في معركة جبل كوسي عام 1243، فأجبر سلطان قونية، غياث الدين كيخسرو بن كيقباد، على دفع الجزية وتأمين الخيول الأصيلة، كلاب الصيد، والمجوهرات إلى المغول بشكل سنوي. كان إمبراطور طرابزون «مانويل الأول» يُراقب ما حدث، فأدرك أنه لن يقدر على المغول، فسارع إلى إبرام السلام معهم، وأصبح تابعا لهم، بشرط دفعه لجزية سنوية. بلغت الإمبراطورية أقصى درجات ازدهارها خلال عهد الإلخانات، وأصبحت قادرة على تصدير إنتاجها الزراعي والصناعي الفائض، ولكن بعد سقوط إمبراطورية المغول عام 1335، أخذت طرابزون تعاني من غزوات الأتراك المتكررة، الحروب الأهلية، والمكائد المحلية.[150]

#### الدول التابعة
- الدول الصغيرة في شبه الجزيرة المالاوية: أرسل قوبلاي خان مبعوثيه إلى الدول المحيطة بدولته طالبا منهم الخضوع التام، ما بين عاميّ 1270 و1280، فقبلت معظم الدول في الهند الصينية وشبه الجزيرة المالاوية هذه المطالب. يقول ماركو بولو أن هؤلاء الأعيان كانوا يرسلون إلى البلاط المغولي الجزية والهدايا، التي شملت الفيلة، وحيدات القرن، الجواهر[ ؟ ]، وسن[ ؟ ] يعود لبوذا. يقول أحد الباحثين أن هذه الهدايا تعتبر أكثر شعائرية بنحو ما. خضعت بعد البلاد الصغيرة في شبه الجزيرة المالاوية وسومطرة للمغول أثناء حملتهم على جاوة عام 1293، وأرسلت إليهم مبعوثيها أو بعض الأسرى، كما ساعد السكان الأصليون لجزر الفلبين وتايوان الأسطول الحربي المغولي، إلا أن بلادهم لم يتم غزوها على الإطلاق.
- الإمبراطورية البيزنطية:[151] عندما اعتقل الإمبراطور «ميخائيل الثامن باليولوج»، دبلوماسيّا مصريّا، أصرّ السلطان الظاهر بيبرس، على أن يقوم حليفه بركة خان بمهاجمة البيزنطيون. وفي عام 1265، قاد «نوغاي خان» حملة عسكرية مغولية على تراقيا البيزنطية، عن طريق بلغاريا، وفي ربيع 1265 تمكن من هزم جيوش الإمبراطور وقام بتحرير الديبلوماسي المصري والسلطان السلجوقي السابق «عز الدين كيكاوس بن كيخسرو». هرب معظم البيزنطيون في تلك المعركة بدلا من أن يُقاتلوا، واستطاع الإمبراطور الفرار بمساعدة بعض التجار الإيطاليين. قام المغول بنهب تراقيا بعد هذا، وأبرم الإمبراطور معاهدة سلام مع بركة خان، حاكم القبيلة الذهبية، وزوّج ابنته إلى «نوغاي»، كما أرسل الكثير من الأقمشة الثمينة كعربون للسلام الجديد. أما بلاط بيزنطة، فكان على الرغم من كل ذلك، على علاقة طيبة بالقبيلة الذهبية والإلخانات على حد سواء، حيث كانوا جميعا حلفاء.

## طريق الحرير

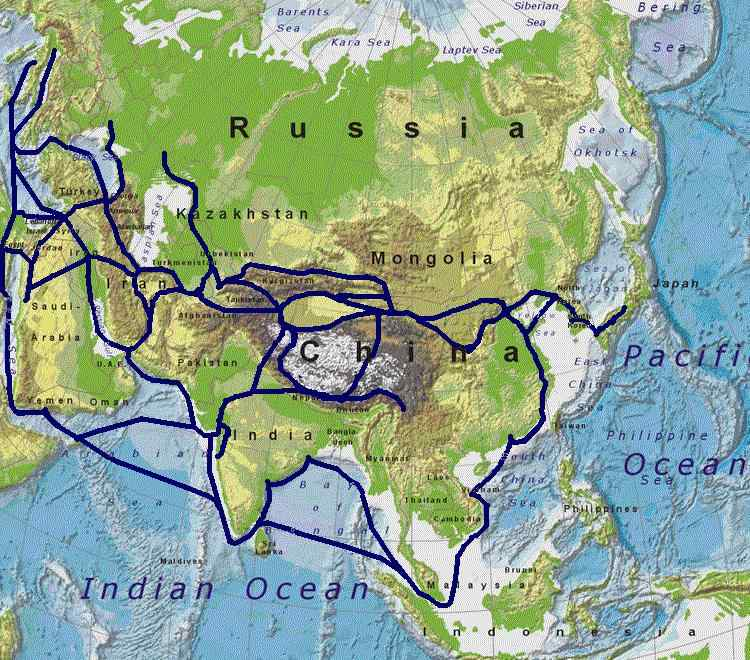
طريق الحرير.

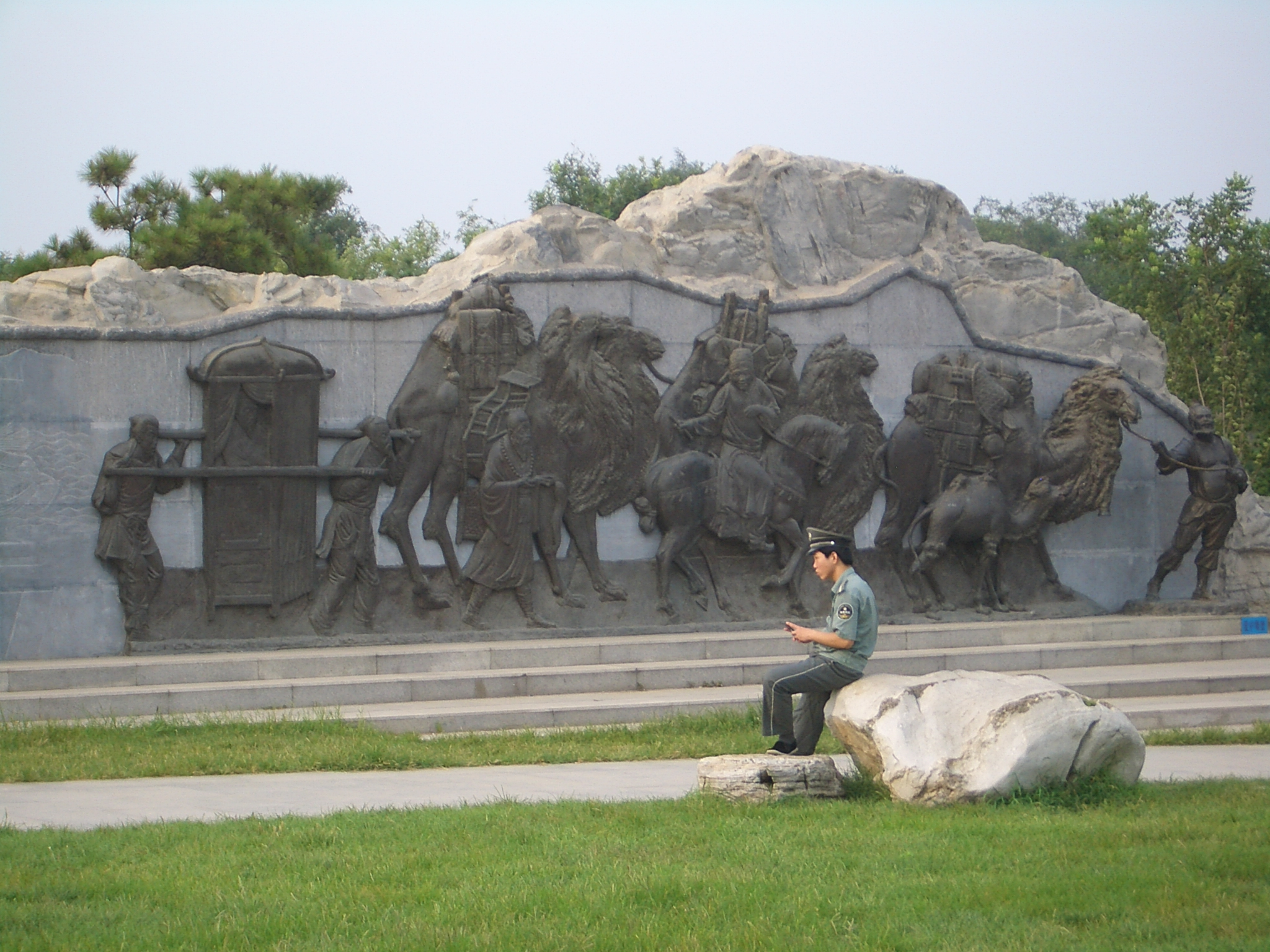
منحوتة نافرة معاصرة بالقرب من جسر ماركو بولو، جنوب بكين، تُظهر قافلة جمال صغيرة تصل إلى المدينة من الغرب.

تمدد المغول على القارة الآسيوية خلال الفترة من 1215 إلى 1360 ساعد على الاستقرار السياسي وأعاد تحديد طريق الحرير مرورا بقراقورم، القرن الثالث عشر شهد تحالف مغولي- افرنجي مع تبادل للسفارات وأيضا تعاون عسكري بالشام[ ؟ ] وفلسطين ومنهم المغولي الصيني رابان بار ساوما، الذي زار معظم البلاطات الملكية الأوروبية ما بين 1287-1288 وكذلك الرحالة ماركو بولو والمونسيور ويليام روبرك، قليل من الرحالة الأوروبيين سافروا على كامل طريق الحرير. وبدلا من سفر التجار فالبضائع كانت تنتقل من يد إلى أخرى كسلسلة طويلة من الصين حتى الغرب والنتيجة هي أسعار باهظة للبضائع التي تصل أوروبا.
تفكك إمبراطورية المغول قاد إلى انهيار بطرق التجارة أو ما يسمى بطريق الحرير ووقوعها ضحية للتغيرات الثقافية والاقتصادية، فقبائل الترك أوقفت الطريق من جانب الغربي الآتي من الدولة البيزنطية المتهالكة. ونمت فيها بذور القومية التركية التي تبلورت فيما بعد إلى الدولة العثمانية. الجيوش المغولية التركية التي بإيران اتحدت بعد أجيال من الفوضى تحت مسمى الصفويين، ومنها تكونت إيران الحديثة. خلال تلك المدة احتوى أمراء آسيا الوسطى المذهب السني تحت سلطة لامركزية للجقطتاي والأسر التيمورية والأوزبك. بمناطق التتار والقبشاك التركية والخانات المنغولية التي انهارت تحت وطأة الطاعون الأسود وظهور قوة الموسكوفية بالشرق الأقصى باتجاه أسرة مينك التي أسقطت الحكم المغولي وانتهجت سياسة اقتصادية شبه انعزالية.
بعد الحكم المنغولي، انتهجت القوى السياسية الكبرى التي يمر عليها طريق الحرير نظام اقتصادي وثقافي منفصل رافق تشكيل دول بالمنطقة مما أضعف دور حكم القبيلة. وأحد الأسباب لذلك هو الطاعون الأسود الذي خرب المنطقة، والسبب الآخر هو ظهور السكان المتحضرين واستعمال البارود.
من سخرية الأقدار وكما تشير التقارير بأن بداية التمدن بأوروبا كان سببها التنظيم[ ؟ ] ما بين دويلات المنطقة وزيادة انتشار المذهب التجاري في حين أن الجهة الأخرى لطريق الحرير كانت تسير بالاتجاه المعاكس: فشل بالمحافظة على التنظيم[ ؟ ] بالإمبراطورية المغولية وضعف بالتجارة ويمكن اعتبار أحد الأسباب وراء ذلك هو ظهور التجارة البحرية الأوروبية. طريق الحرير توقف عن الخدمة بظهور الطرق البحرية للحرير حوالي عام 1400.

## تركة المغول
تعتبر الإمبراطورية المغولية أضخم إمبراطورية ككتلة واحدة بالتاريخ البشري، فالقرنين الثالث عشر والرابع عشر كانا يُسمّان بعصر المغول. من العوامل التي ساعدت الجيش المغولي على الانتشار السريع بالعالم واحتلالهم العديد من البلدان هي الانضباطية العسكرية البحتة وعدم التسامح بالمرة مع من هو بغير صفهم، أعداد ضحايا المعارك والمجازر والفيضانات والمجاعات التي سببتها تلك الحروب والغزوات المغولية تقترب من سقف الأربعين مليون شخص كمعدل متوسط كما تشير بعض التقارير.
وصفت المصادر القديمة غزوات المغول بأنه دمار شامل وعلى نطاق لم يسبق له مثيل في بعض البلدان والمدن، وهذا أدى إلى التغيير في ديموغرافية بعض مناطق آسيا، مثال على ذلك: الكثير من مناطق آسيا الوسطى كانوا يتكلمون اللغات الآرية أو الإيرانية وقد استبدلوا بشعوب ناطقة اللغات التركية، الجزء الشرقي من العالم الإسلامي مر بتجربة مريعة من المجازر والمذابح على أيدى المغول وحولت شمال وشرق إيران إلى صحراء. ما بين عامي 1220 و1260 انخفض السكان بإيران من 2.5 مليون إلى العشر أي 250 ألف نسمة جراء الإبادة الضخمة للبشر والمجاعات.
هناك الإنجازات الغير عسكرية للإمبرطورية المغولية تتضمن إدخال الكتابة التي تعتمد على النصوص الإيغورية والتي لا تزال تستخدم حاليا بمنغوليا الداخلية. تلك الإمبرطورية وحدت قبائل منغوليا مما سهل اندماجهم بوحدة قومية وثقافية واحدة، ويفتخر سكان منغوليا الحديثة بإمبرطوريتهم التي أعطتهم الشعور بالهوية الوطنية.
بعض النتائج التي جاءت على المدى الطويل:
- ضمنت تلك الإمبرطورية وحدتها مع الصين ووسعت الحدود لها.
- لغة الجاكاتاي نسبة إلى ابن جنكيز خان كانت تستعمل على نطاق واسع بين الترك ولها ثقافة خاصة بها ولكنها انحصرت الآن في مناطق محدودة بروسيا.
- تصاعد نجم موسكو خلال الارتباط المغولي التتاري، وبعد أن كان الحكام الروس يدفعون الضرائب والامتيازات للمغول، أطاح حاكم روسيا إيفان الثالث أو إيفان العظيم، بالمغول نهائيا وضمهم إلى القيصرية الروسية، بعد المواجهة على نهر أوغرا والتي انهزم فيها المغول وأثبت مدى ضعفهم مما ساعد على استقلالية دوقية موسكو العظيمة.
- المعرفة الأوروبية توسعت بقوة عن طريق السفراء والتجار، وعندما رحل كريستوفر كولومبوس عام 1492 كانت مهمته الوصول إلى كاثاي أرض جنكيز خان.
- بعض الدراسات تشير إلى أن الطاعون الأسود الذي دمر أوروبا أواخر 1340 يمكن أن يكون مصدره الصين عبر طرق التجارة خلال الإمبرطورية المغولية، بدايته كانت في عام 1347 عندما حاصر المغول بقيادة «جاني بك» ميناء كافا البحري الكبير لشبه جزيرة القرم وتابع لدوقية جنوا بدأ الطاعون يضرب بالجيش بقوة مماحدا بهم برفع الحصار وترك المدينة، فانتقل الطاعون إلى المدينة وحمله تجار جنوة معهم إلى ديارهم،[153] فانتشر بسرعة شديدة بأوروبا، وقد تسبب بموت مايقرب من 20 مليون شخص بأوروبا فقط و 75 مليون بالعالم أجمع، خلال الفترة الممتدة من عام 1348 حتى 1350. تقدير المؤرخين أنه ما بين الربع إلى الثلثين من السكان الأوروبيين قضوا في ذلك الطاعون.
- بحساب المؤرخ الغربي «روميل» قدر بأن 30 مليون شخص قتل تحت حكم المغول، فسكان الصين انخفض إلى النصف خلال 50 عامًا من حكم الإمبراطورية المغول، قبل الغزو المغولي كان تعداد الصين يقارب 120 مليون نسمة وبعد أن اكتمل الاحتلال المغولي عام 1279 إحصاء عام 1300 كان التعداد السكان بالكاد وصل 60 مليون نسمة.[154][155] يقول «ديفيد نيكول» في كتابه «المغول سادة الحرب»: «الرعب والإبادة لكل من هو ضدهم كان من أفضل التكتيكات المغولية».[141] مات حوالي النصف تقريبا من الشعب الروسي خلال تلك الغزوات،[156] وقدر أيضا المؤرخين أن نصف سكان المجر ذات المليوني نسمة قد قضى نحبه ضحية تلك الغزوات.[157]

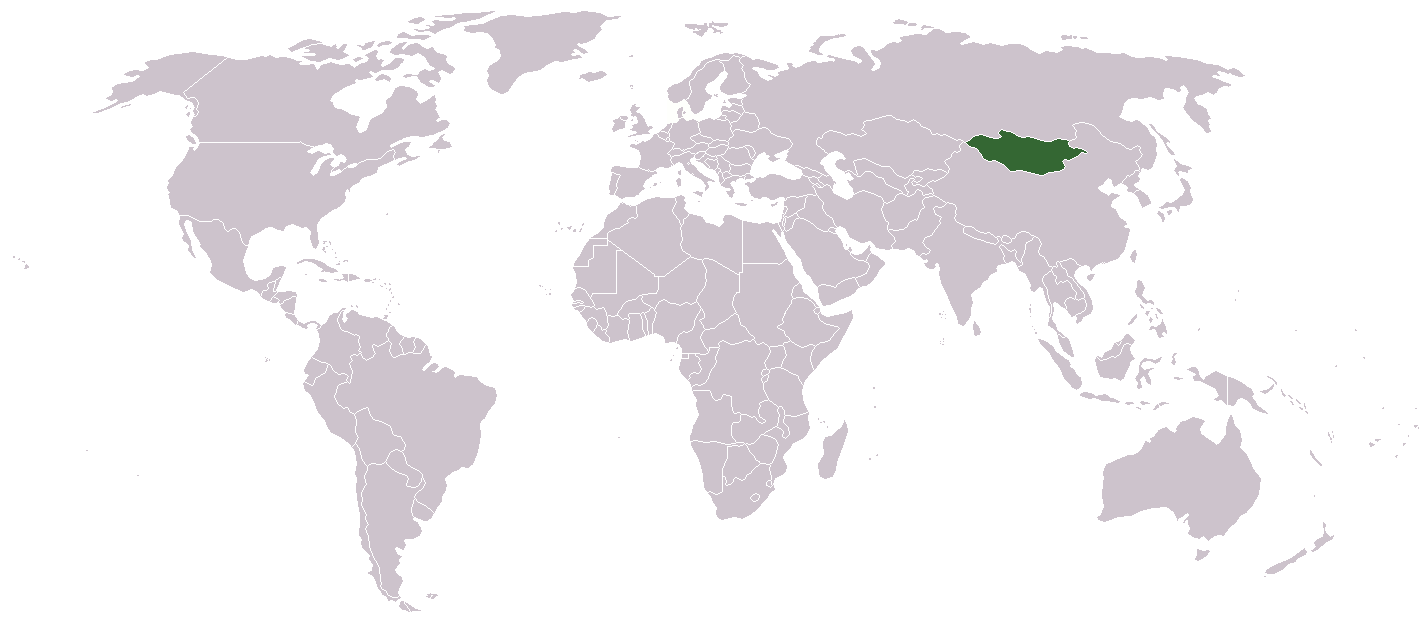
موقع منغوليا اليوم.

واحدة من أنجح التكتيكات المغولية كانت مسح المدن التي ترفض الاستسلام بكاملها، كما في غزو اقطاعية كييف الروسية، فقد مسحت تقريبا جميع مدنها وقتل سكانها ومن لم يقتل فقد أخذ كعبد ممايعني أنه سيموت بأعمال السخرة الشاقة، واستثنى من ذلك سجناء الحرب الذين أصبحوا جزءا من الجيش المغولي ليساعدوهم بغزواتهم الأخرى. بالإضافة إلى تكتيكاتهم الإرهابية، فالذي ساعد على التمدد السريع للإمبراطورية كان القسوة العسكرية المفرطة، وخاصة مسيرهم وحروبهم خلال الطقس الشديد البرودة، ثم المهارات والجدارة والانضباط.
كان سوبوتاي خان خاصة والقادة المنغول عامة ينظرون إلى الشتاء كأحسن وقت للحرب بينما غيره لا يود ذلك. ولهم المقدرة العجيبة باستخدام الأنهر والبحيرات المتجمدة كطرق سريعة للخيالة وكان لها تأثير فعال خلال حروبهم بروسيا. وكان لهم الأثر الدائم عبر توحيدهم مناطق ضخمة ومنها روسيا بأكملها، شرقها إلى غربها، والصين الموحدة بأجزائها الغربية، ولا تزال هاتين الدولتين موحدتين إلى اليوم وإن اختلفت نظم الحكم فيهما. انصهر المغول بالسكان المحليين بعد انتهاء دولتهم وتبعوا الديانات المحلية مثل الخانات الغربية دانت بالبوذية بينما الشرقية فخضعت للإسلام وأكثرهم تحت تأثير التصوف. آخر خان من سلالة جنكيز خان كان «بهادر شاه ظفر» حاكم المغول بالهند الذي خلعه الإنجليز بعد فشل ثورته عام 1857 ونفوه إلى رانجون حيث مات هناك وقتلوا ابنه في ضريح السلطان هومايون مقبرة أجداده في دلهي.
هناك أيضا تأثير غير مباشر للمغول، «زرجال وشركاه» في عام 2003 فحص الكروموسوم النسب الموجود في حوالي 8% من الرجال بمنطقة شاسعة بآسيا (أقل من 0.5% من الرجال بالعالم) وقدم بحث يقول فيه أن جينات النسب قد يكون أصلها من منغوليا قبل ألف عام.
مثل هذا التوسع سيكون سريعا جدا لو حصل بالانتشار، ولهذا يجب أن يكون نتيجة الاختيار، الباحث افترض خط النسب الذي يحمله الرجال هو خط سلالة ينتهي بجنكيز خان وجيوشه وهذا الانتشار حصل بالترابط الاجتماعي.
بالإضافة لذلك فالخانات التي أنشئت بعد جنكيز خان وسلالاتها مثل مغول الهند التي تعود لجنكيز خان مباشرة عن طريق أم الملك بابر، أما أبوه فيعود لتيمورلنك أو السلالة التيمورية. بعد موت جنكيز انقسمت البلاد إلى خانات يحكمها أبنائه ويقودهم الابن الثالث له كخان عظيم، ولم تمر سنين عقد 1350 حتى انقسمت الخانات إلى دول وممالك منفصلة عن بعض كالإلخانات بإيران والقيتاي بآسيا الوسطى وسلالة يوان بالصين والقبيلة الذهبية التي انصهرت داخل روسيا.

## معلومات
1. ↑  لم تتأسس هذه المدينة بشكل فعلي حتى عام 1220. لم يعد هناك من مدينة رئيسيّة واحدة في الإمبراطورية بعد وفاة مونكو خان عام 1259، حيث أصبحت خان بالق عاصمة أسرة يوان من عام 1272 حتى عام 1368.
2. ↑  بدأت الإمبراطورية بالانقسام إلى أربعة خانات منذ عام 1260، وعلى الرغم من الاعتقاد بأن سقوط أسرة يوان بالصين عام 1368 كان بمنزلة نهاية إمبراطورية المغول، استمر الفرع الشمالي من أسرة يوان في منغوليا حتى القرن السابع عشر، عندما استسلمت لأسرة كنغ.
3. ↑  تفككت الإلخانات عام 1335؛ وبدأ الصراع على الخلافة بين القبيلة الذهبية وخانة قيتاي عام 1359 و1340 على التوالي؛ كان الجيش اليواني قد حارب ثوّار العمامة الحمراء منذ عقد 1350.

## وصلات خارجية
- جنكيز خان والمغول.
- امبرطورية المغول.
- المغول.
- السيرة الذاتية لجنكيز خان.
- المغول بتاريخ العالم.
- الإمبرطورية المغولية للدارسين.
- صفحات من تاريخ المغول.
- خريطة الإمبرطورية المغولية على جوجل إرث.